# Telêmaco Borba
Telêmaco Borba é um município brasileiro localizado na região dos Campos Gerais do estado do Paraná, a 235 km da capital paranaense, Curitiba. Segundo o IBGE, o município possui uma área de 1382.86 km², sendo que aproximadamente 93% do território é de propriedade da Klabin S.A.. Possui uma população estimada em 80 588 habitantes (IBGE/2021) e em 2010 possuía 97,95% da população vivendo na área urbana.
A sede tem uma temperatura média anual de 18,5 °C e na vegetação do município predomina a Floresta Ombrófila Mista. O município contava, em 2009, com 29 estabelecimentos de saúde. O seu Índice de Desenvolvimento Humano (IDH) é de 0,734, considerado como alto pelo Programa das Nações Unidas para o Desenvolvimento (PNUD).
O território, ocupado originalmente pelos índios caingangues, foi desbravado primeiramente no século XVII pelos jesuítas espanhóis no vale do rio Tibagi. Já no século XVIII, a região começou a ser povoada por latifundiários e os campos foram inicialmente utilizados para invernadas, servindo animais da pecuária que descansavam e engordavam, em consequência da passagem de tropeiros. Em 1724 João Pereira Braga requereu a posse sobre os "Campos do Alegre" e em 1808 a Câmara de Castro designou José Felix da Silva Passos para garantir a segurança das terras da região. Em 1890 a "Fazenda do Alegre" foi herdada por Ana Luísa Novais do Canto e Silva, casada com o Barão de Monte Carmelo. Em 1934 a "Fazenda Monte Alegre" foi adquirida em leilão pela família Klabin e em 1940 surgiu Lagoa, primeiro núcleo habitacional, que passou a ser a sede da fazenda. Em 5 de julho de 1963, através da Lei Estadual n° 4.738, foi criado o município, sendo emancipado de Tibagi e instalado em 21 de março de 1964. O centro urbano da sede do município foi idealizado por Horácio Klabin.

## Etimologia
Em uma análise etimológica, são observadas três perspectivas da origem para a nomenclatura do município. A primeira se refere ao personagem da mitologia grega, Telêmaco. A segunda sobre a toponímia Borba em Portugal. A terceira e mais importante faz menção ao político paranaense Telêmaco Borba, nome que faz junção dos dois primeiros termos anteriormente citados.
Telêmaco (em grego:  Τηλέμαχος, Tēlemakhos), na mitologia grega, era neto de Laerte, e filho de Penélope e do herói Odisseu (mais conhecido por Ulisses, seu nome em Roma), que deixou sua família, quando Telêmaco ainda era bebê, para lutar em Troia. Distante da Grécia, uma certa localidade na região de Alentejo, no centro-sul de Portugal, na Península Ibérica, foi ocupada por tribos galo-celtas e posteriormente por romanos, godos e árabes até ser conquistada e dominada por D. Afonso II em 1217. Em 1302 a localidade foi constituída como concelho e foi denominada de Borba. O nome Borba tem origem celta e significa "nascente", relacionado com a divindade Borvo. O fidalgo Rui Martin, senhor de grande poder e influência na época, cavaleiro de Dom Manuel II, que era Rei de Portugal entre 1495 e 1521, adotou para si e sua família o sobrenome do lugar onde residia. O sobrenome passou para sua família e descendência. No caso da família Borba a origem do sobrenome é toponímica.

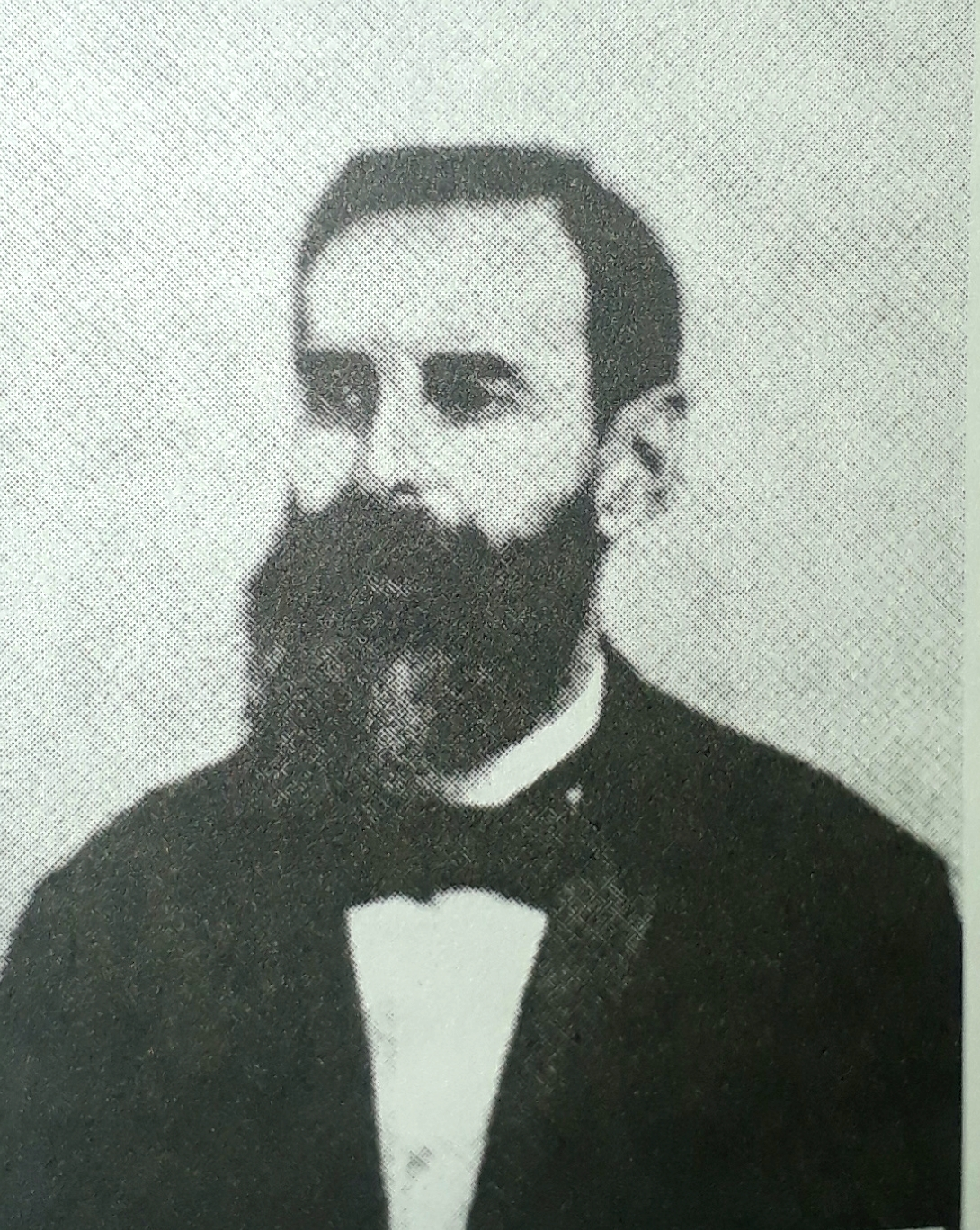
Telêmaco Augusto Enéas Morosini Borba, militar, escritor e político.

Já o nome Telêmaco Borba é uma homenagem a Telêmaco Augusto Enéas Morosini Borba, benemérito paranaense que era filho do capitão Antonio Rodrigues Borba e de Joana Hilária. Nasceu em 2 de agosto de 1840 na Borda do Campo, próximo a Curitiba, e depois de casar-se com Rita do Amaral, em 1860, foi dirigir o Aldeamento de São Pedro de Alcântara, à margem esquerda do rio Tibagi, frente à Colônia Militar do Jataí. De sua convivência com povos indígenas, escreveu o livro "Atualidade Indígena", ampliou seus conhecimentos de sertanista, permitindo-lhe corresponder-se com autoridades indigenistas internacionais e inspirando-o a fundar em Tibagi o Museu do Índio. Em 1882 o coronel e senhor do Vale do Tibagi entrou para a política, elegendo-se alternadamente prefeito de Tibagi e deputado provincial pelo Partido Liberal. Quando da deposição do governador Generoso Marques, seu correligionário, enfrentou a tropa formada num protesto histórico. Em 1894, durante a Revolução Federalista, sua participação foi intensa ao lado dos insurretos na condição de comandante da fronteira com o Estado de São Paulo, em Itararé. Fracassada a Revolução, partiu para o exílio, comandando ao lado de Juca Tigre uma coluna de soldados e civis, na retirada pelos sertões do oeste paranaense. Mais tarde, anistiado, retomou suas atividades políticas, voltando a eleger-se deputado e prefeito. Como sertanista participou de inúmeras expedições, notadamente a de Bigg-Wither. Redescobriu o Salto de Sete Quedas, proeza relatada em crônica diária de Nestor Borba, publicada em livro. Telêmaco Borba faleceu em Tibagi, em 23 de novembro de 1918, vítima da gripe espanhola, sendo o precursor de notável família de políticos. (baseado no texto de Túlio Vargas, Academia Paranaense de Letras 1936-1995, 66).

## História

### Origens e antecedentes
As terras da região foram mencionadas pela primeira vez em uma carta de concessão de sesmarias, que data meados de 1724. Mesmo antes desse período até a compra da Fazenda Monte Alegre pelos irmãos Klabin em 1934, as terras tiveram a presença de indígenas, jesuítas, tropeiros, bandeirantes, imigrantes e diversos exploradores que contribuíram para o cenário histórico local e regional. Neste contexto, sabe-se que o atual território de Telêmaco Borba pertenceu ao extinto território da República do Guairá. Portanto, na década de 1620 os jesuítas espanhóis fundaram mais de onze reduções no Guayrá, entre elas Nuestra Señora de la Encarnación, no vale do rio Tibagi, na atual localidade de Natingui, localizada a 50 km a norte da atual cidade de Telêmaco Borba. Logo, a partir de 1627, começaram os ataques bandeirantes em busca de indígenas fora das reduções e os indígenas sobreviventes nas reduções restantes (Loreto e San Ignacio Mini), no final de 1631, protagonizaram o Êxodo Guairenho, afastando muitos nativos da região. Grupos indígenas ainda resistiram nos vales dos rios Tibagi, Alegre e Imbaú, o que impedia de certa forma a ocupação brasileira nesta região. No ano de 1724 João Pereira Braga requereu na Vila de Santos, onde foi certificado a justificativa, a posse sobre "uns campos na paragem chamada o Alegre". Assim, a região ficou conhecida como 'Campos do Alegre'. Somente em 1750, o Tratado de Madri foi estabelecido os limites entre Espanha e Portugal, abolindo a linha do Tratado de Tordesilhas, reconhecendo o território de Guayrá como domínio português. Considera-se que a ocupação brasileira na região do Guayrá se afirmou definitivamente por volta de 1870 com o final da Guerra da Tríplice Aliança.
No final do século XVIII, José Felix da Silva Passos e Antônio Machado Ribeiro firmaram a posse de extensa área de terras na região do rio Tibagi e dividiram as terras conquistadas, cabendo ao primeiro as sesmarias do Tibagi e as do Iapó. Já em 1808 a Câmara de Castro recebeu a responsabilidade de garantir a segurança na região. As tarefas couberam à José Felix da Silva Passos que comandou as batalhas contra os caingangues, na atual localidade de Harmonia, que antes era denominada Mortandade por causa do massacre ocorrido contra os nativos. O episódio ficou conhecido como a Chacina do Tibagi, Em 1890 a Fazenda do Alegre passou como herança aos descendentes de José Felix da Silva Passos. A fazenda, agora denominada Fazenda Monte Alegre, acabou como propriedade de Bonifácio José Batista, o Barão de Monte Carmelo, que era casado com Ana Luísa Novais do Canto e Silva, filha de Manoel Ignácio do Canto e Silva e bisneta de José Felix da Silva Passos. Já em 1926 os descendentes deste Barão se associaram aos empreendedores proprietários da Companhia Agrícola e Florestal e Estrada de Ferro Monte Alegre, que tinham como objetivo explorar a região. A empresa obteve empréstimo junto ao Banco do Estado do Paraná, para garantir suporte financeiro nos investimentos, passando a fazenda com carácter de garantia. A companhia veio a falência e em 1932, as terras passaram a ser propriedade do Banco, devido a arrematação.

### A chegada das Indústrias Klabin e os primeiros núcleos habitacionais
Por volta de 1890, chegavam ao Brasil, vindos da Lituânia, as famílias Klabin, Lafer de origem judaica, tendo a frente Maurício, Salomão, Hessel Klabin e Miguel Lafer. Radicando-se em São Paulo e, iniciando as atividades no comércio e importação de papel, viram as possibilidades industriais do Brasil, e firmaram o propósito de implantar uma indústria de papéis e derivados. Assim, em 1906, a família Lafer-Klabin, instalaram a primeira fábrica de papel em Salto do Itu, em São Paulo. Na década de 1930, a empresa passa a ser administrada pelos primos Wolff Kadischewitz, Horácio Lafer e Samuel Klabin. Por intermédio de Assis Chateaubriand e com os incentivos do presidente Getúlio Vargas, o governo apoiou o grupo para a produção de papel. Sendo assim, com o propósito de expandir as suas atividades no fabrico de papel, em 1933, os Klabin, com o apoio do Interventor federal no Paraná, Manuel Ribas, adquiriram em leilão junto ao Banco do Estado do Paraná, em 1934, a Fazenda Monte Alegre no município de Tibagi, em uma região florestal do Paraná, Em 1937 chega uma comitiva de técnicos à Fazenda Monte Alegre para trabalharem em levantamentos de diversos fins e no planejamento da usina hidrelétrica, da fábrica e demais instalações como a serraria, a olaria e as acomodações para os operários e técnicos.

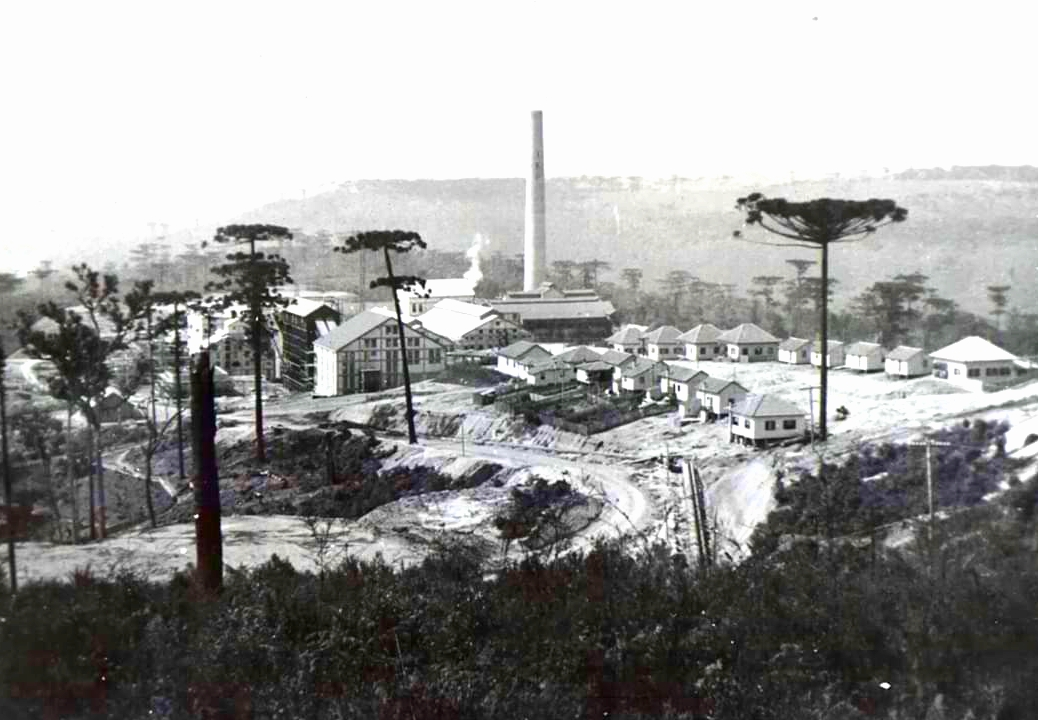
Unidade Klabin de Monte Alegre na década de 1940

Até a chegada da comitiva do grupo Klabin a única infraestrutura na fazenda, na época de sua aquisição, era a antiga sede conhecida como Fazenda Velha. Construída no século XVIII, as instalações da antiga sede, pouco contribuiu para a utilização, sendo necessário implantar uma infraestrutura de acordo com as necessidades de funcionamento de uma grande indústria e de seus trabalhadores. Com a instalação das Indústrias Klabin na Fazenda Monte Alegre em 1940, surgiu em consequência o primeiro núcleo habitacional, que foi denominado de Lagoa, Outro núcleo de moradores foi estabelecido ao lado do rio Das Mortandades, onde estava sendo instalada a fábrica. Esta localidade que era conhecida como Mortandade, passou a ser denominada de Harmonia, No interior da fazenda, em 1944, já haviam sido também criados mais de 150 km de estradas, além de implantado o primeiro campo de aviação. Com a melhoria da infraestrutura das propriedades, iam surgindo mais comunidades para acomodar os trabalhadores, como no caso da Vila Cauibí que foi erguida na década de 1940 e sendo extinta totalmente na década de 1980. Este núcleo urbano foi elaborado pelo arquiteto paulista Abelardo Cauibí. Em 1942 chega na Fazenda Monte Alegre o engenheiro Luiz Augusto de Souza Vieira, ex-Inspetor Geral do Departamento de Obras Contra a Seca do Nordeste (IFOCS), no governo federal, para coordenar a implantação da fábrica de papel.
Muitas famílias vieram trabalhar e residir nas dependências da fazenda, famílias da região, como também do Rio de Janeiro, de São Paulo, do nordeste e até de outros países. Vários outros núcleos também surgiram como Antas, Mauá, Mandaçaia, Mina de Carvão, Miranda, Quilômetro 28 (km 28) e Palmas, além de outras localidades, acampamentos e vilas menores que foram surgindo por toda a área rural, como Agronomia, Anta Brava, Cerradinho, Colônia de Holandeses, Imbauzinho, Lagoinha, Lagoinha de Cima, Mirandinha, Olaria, Prata Um, Prata Dois, Pedreira, Quilômetro 30, Restingão, São Sebastião, sendo que em 1950 a população na Fazenda Monte Alegre já alcançava 20 000 habitantes. A importância de oferecer uma moradia justa e de qualidade, era o diferencial para atrair e fixar a mão-de-obra. Entretanto, a maior parte do comércio nessas localidades era de responsabilidade da Klabin, criando segmentos diversos como armazéns, açougues, padarias, hotel e cinema. A empresa não admitia também concorrência, tornando-se parte de um monopólio de produtos e serviços que a população necessitava usufruir.

### A colônia de holandeses
Em 1949 um grupo de aproximadamente 23 famílias, com cerca de 125 imigrantes neerlandeses do norte dos Países Baixos, mais precisamente das regiões da Frísia, da Holanda do Norte e de Groninga, fixaram-se na Fazenda Monte Alegre, formando uma colônia entre as localidades de Harmonia e Mina de Carvão, localidade que ficou conhecida como Colônia de Holandeses. A Klabin colocou a fazenda à disposição destes imigrantes para que fornecessem laticínios aos seus funcionários. A colônia chegou a ser visitada pelo presidente Getúlio Vargas durante sua passagem pela Klabin em 1953.
Embora a colônia tenha existido por um período relativamente curto, pouco mais de duas décadas, sua criação contribui muito para o abastecimento de alimentos nas redondezas. Com a experiência holandesa em produção de leite de qualidade, a expectativa inicial era o fornecimento de laticínios, se bem que a produção alimentícia na colônia acabou indo além, produzindo e fornecendo para a Klabin também cereais, e até mesmo aves e suínos. Os moradores criaram então uma escola e fundaram uma igreja. A pequena escola contava com uma professora vinda da Holanda e a igreja era atendida por um reverendo. Com o tempo a igreja passou a denominar-se Igreja Reformada Libertada de Monte Alegre, e, mais tarde, denominada Igreja Evangélica Reformada, unindo-se com as igrejas das colonias de Carambeí, Castrolanda e Arapoti. Até que em setembro de 1956 a colônia de Monte Alegre recebeu o reverendo Los, No dia 22 de outubro de 1959 em sua residência na colônia a visita do príncipe consorte dos Países Baixos, Bernardo de Lippe-Biesterfeld, quando este passou pela região.
Por fim, o término do contrato com a empresa na década de 1970 resulta na dispersão da colônia, onde a maioria das famílias retornou aos Países Baixos ou remigrou para outros países. Entretanto, alguns colonos acabaram indo para outras localidades no Paraná e outras famílias ainda acabaram fundando a Colônia Brasolândia em Unaí, Minas Gerais.

### O surgimento de Cidade Nova

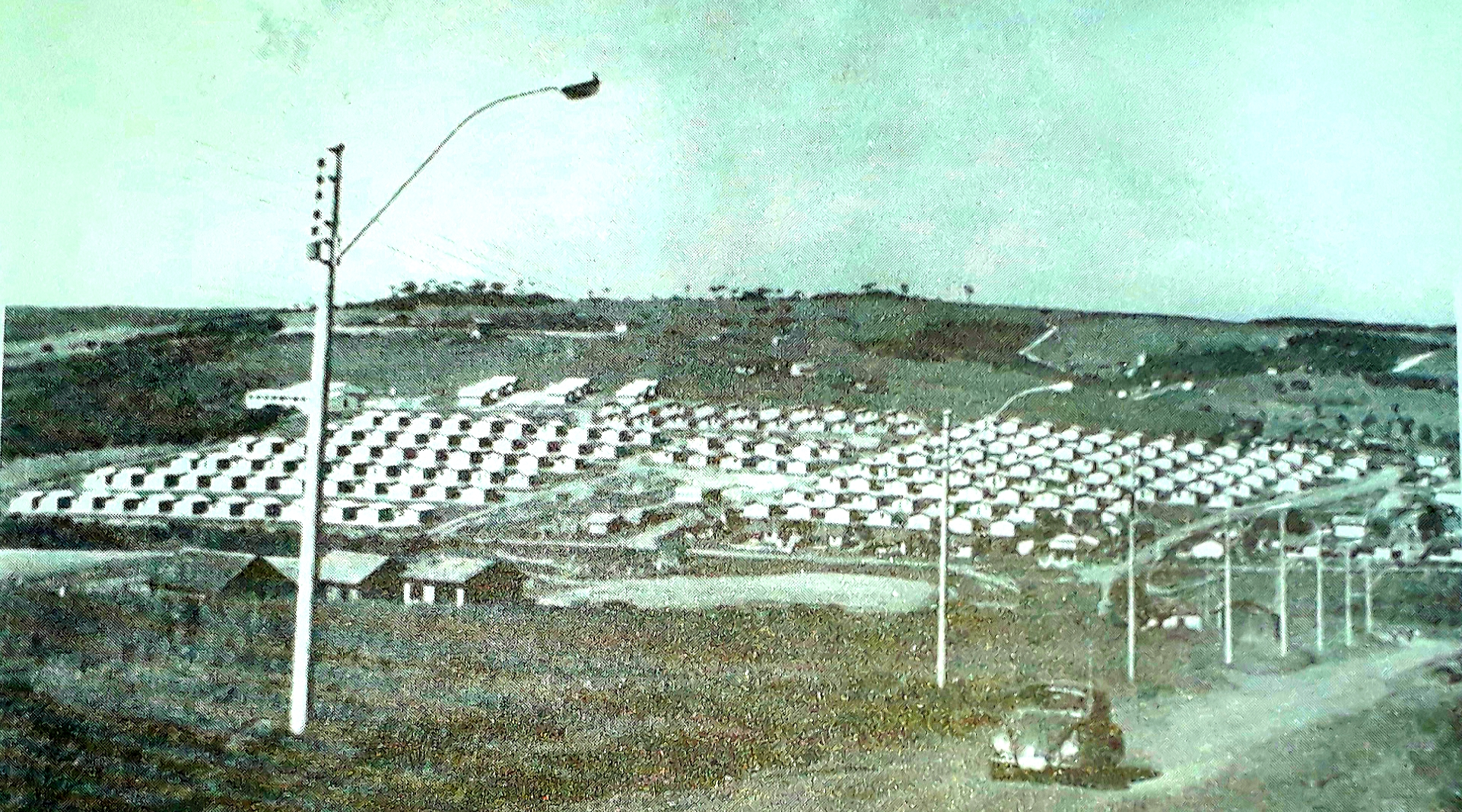
Casas do loteamento Nossa Senhora de Fátima, na década de 1960.

Por iniciativa do engenheiro e empresário Horácio Klabin, criou-se a Companhia Territorial Vale do Tibagi, que comprou 89,17284 m² de terras da Fazenda Limeira de propriedade do senador Arthur Ferreira dos Santos, além de comprar 212 alqueires e fração da propriedade denominada Uvaranal e quinhão nº 22 da Fazenda Imbaú, de propriedades das indústrias Klabin. O total de 300 alqueires adquiridos localizavam-se na margem do rio Tibagi, frente as instalações da Fábrica de Papel e Celulose. A ideia foi motivada pela dificuldade da empresa em administrar os núcleos habitacionais dentro da Fazenda Monte Alegre. A solução visava então diminuir os custos da Klabin e viabilizar a criação de uma cidade-livre, planejada para acomodar no máximo 20 mil habitantes, fora das propriedades da empresa para os trabalhadores. Com auxilio da Klabin, a Companhia Territorial Vale do Tibagi, foi responsável pela urbanização, loteamento e venda das terras, que foram divididas em 4 mil lotes.
A área urbana projetada foi encomendada ao alemão Max Staudacher, projetista, que pensou numa cidade-jardim, com ruas curvas e um cinturão verde destinado a pequenas culturas de alimentos para garantir o abastecimento da população. Entretanto, via-se inicialmente muita falta de infraestrutura neste novo loteamento, como a ausência de pavimentação e saneamento básico. A Klabin então passou a incentivar os seus funcionários que residiam na Fazenda Monte Alegre, especialmente os que pertenciam ao baixo escalão, à adquirirem os lotes na margem do rio Tibagi, passando a doar as casas, removendo-as e as levando para os novos loteamentos fora da Fazenda Monte Alegre. Os novos moradores, a grande maioria funcionários da Klabin, começaram a chamar o povoado de Cidade Nova.
Com o surgimento de Cidade Nova, muitos acampamentos e vilas na Fazenda Monte Alegre começaram a serem extinguidos, como a Vila Operária e a Vila Caiubí que foram totalmente desmanchadas, posteriormente também começou a minguar os demais núcleos, até que a empresa decidiu acabar com várias vilas que estavam dentro do seu domínio. Já Cidade Nova teve rápido e extraordinário desenvolvimento, crescendo socialmente e economicamente dentro de reduzido lapso de tempo, sendo que em 1954 este núcleo habitacional já contava com mais de 6 mil habitantes. Foi também instalado um núcleo urbano com cem moradias em parceria com a Fundação Casa Popular, a Prefeitura Municipal de Tibagi ajudou, por exemplo, fornecendo máquinas para obras de terraplanagem. Este núcleo foi denominado Núcleo Residencial Dr. Juscelino Kubitschek de Oliveira, que popularmente é conhecido como Cem Casas. Assim sucessivamente, muitos outros bairros começaram a aglomerar-se no entorno do núcleo principal de Cidade Nova. Embora as terras das redondezas ainda pertencessem na época ao município de Tibagi, a margem direita do rio Tibagi já fazia parte do Distrito de Ventania, que foi criado pela lei estadual n.º 790, de 14 de novembro de 1951, o qual englobou a Fazenda Monte Alegre, onde estavam inseridas as localidades de Harmonia, Lagoa, Antas, km 28, Mina de Carvão e Miranda, além de outras localidades fora dos limites da fazenda, como Barro Preto e Vila Preta. Enquanto a margem esquerda, que abrangia as localidades de Cidade Nova, Mandaçaia, Triângulo, Cirol e Charqueada, fazia parte do distrito sede de Tibagi.

### Emancipação e formação administrativa

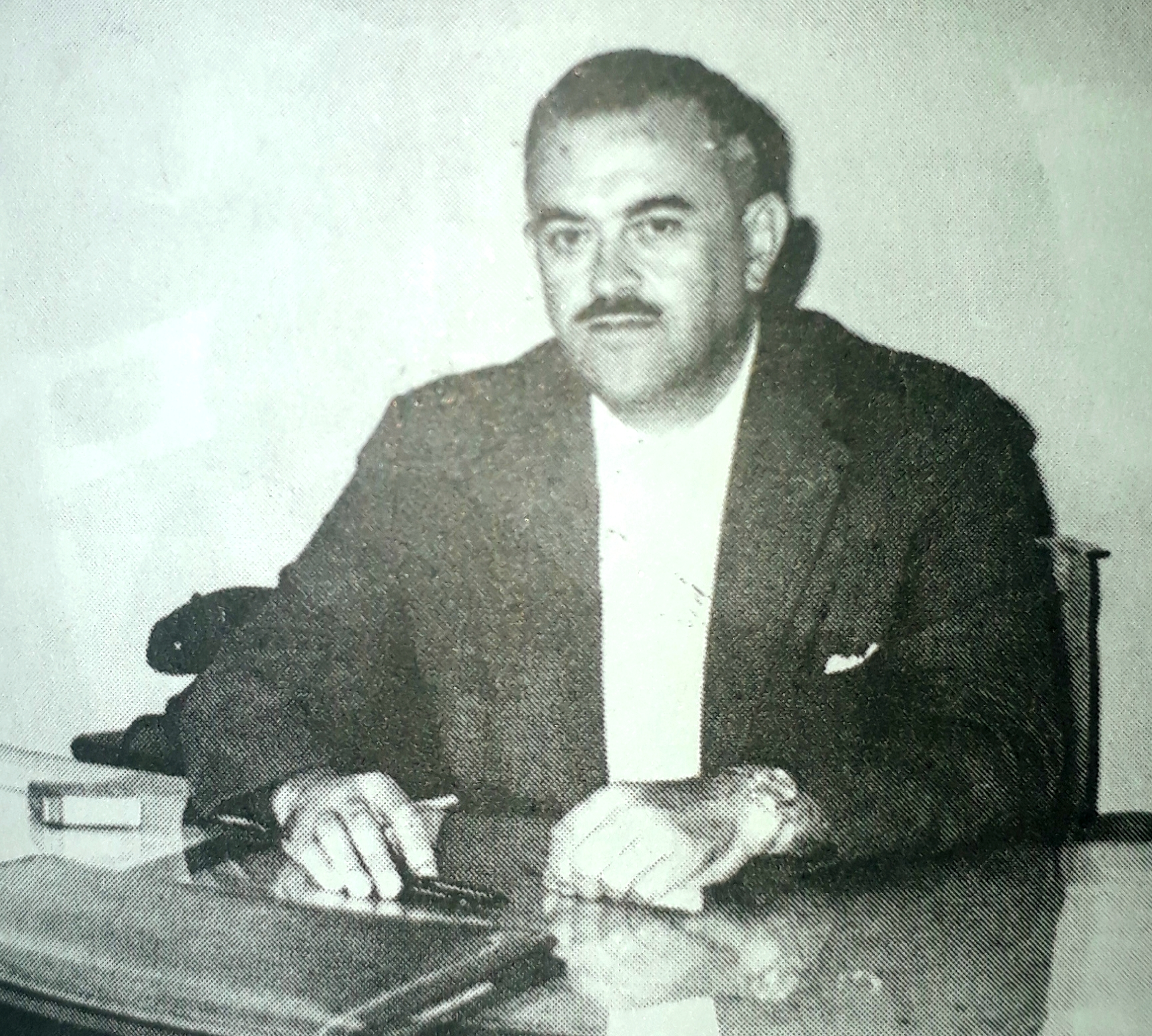
Péricles Pacheco da Silva, primeiro prefeito de Telêmaco Borba.

Em 25 de julho de 1960, através da Lei Estadual nº 4.245, em seu artigo 1°, item IV, sancionada pelo governador Moisés Lupion, foi elevado à categoria de município, com a denominação de Cidade Nova, com território desmembrado do município de Tibagi, tendo como prefeito interino Cacildo Batista Arpelau que também chefiava o poder executivo tibagiano. No entanto, o município nem chegou a ser instalado, visto que a Assembleia Legislativa do Estado do Paraná (Alep), pela Lei Estadual nº 26, de 31 de dezembro de 1960, revogou o item IV, do artigo nº 1, da Lei nº 4.245, de 25 de julho de 1960 e, em consequência, foi extinto o município, voltando à condição de simples bairro, com território pertencente novamente ao município de Tibagi.
Pela Lei Estadual n° 4.445, de 16 de outubro de 1961, foi oficialmente criado o Distrito Administrativo de Cidade Nova, no município de Tibagi. Em 5 de julho de 1963, através da Lei Estadual n° 4.738, sancionada pelo governador Ney Braga, o distrito foi elevado à categoria de município emancipado com território desmembrado do município de Tibagi, porém com denominação definitivamente para Telêmaco Borba. A instalação oficial deu-se em 21 de março de 1964, quando tomou posse o primeiro prefeito municipal eleito, Péricles Pacheco da Silva e seu vice João Vitor Mendes de Alcantara Fernandes, assim como a Câmara de Vereadores. Para o município foram cogitados diversos nomes como Papelândia, Klabinópolis e Monte Alegre do Paraná. Entretanto, o nome escolhido foi Telêmaco Borba, através da ação bem articulada de Guataçara Borba Carneiro então presidente da Alep e neto de Telêmaco Borba.
Pela lei municipal nº 58, de 16 de agosto de 1966, foi criado o distrito de Imbaú, cuja localidade antes era denominada Cirol. Já pela lei estadual nº 11220, de 8 de dezembro de 1995, o distrito de Imbaú foi elevado à categoria de município com uma área de 331,199 km², desmembrando-se do município de Telêmaco Borba.

## Geografia

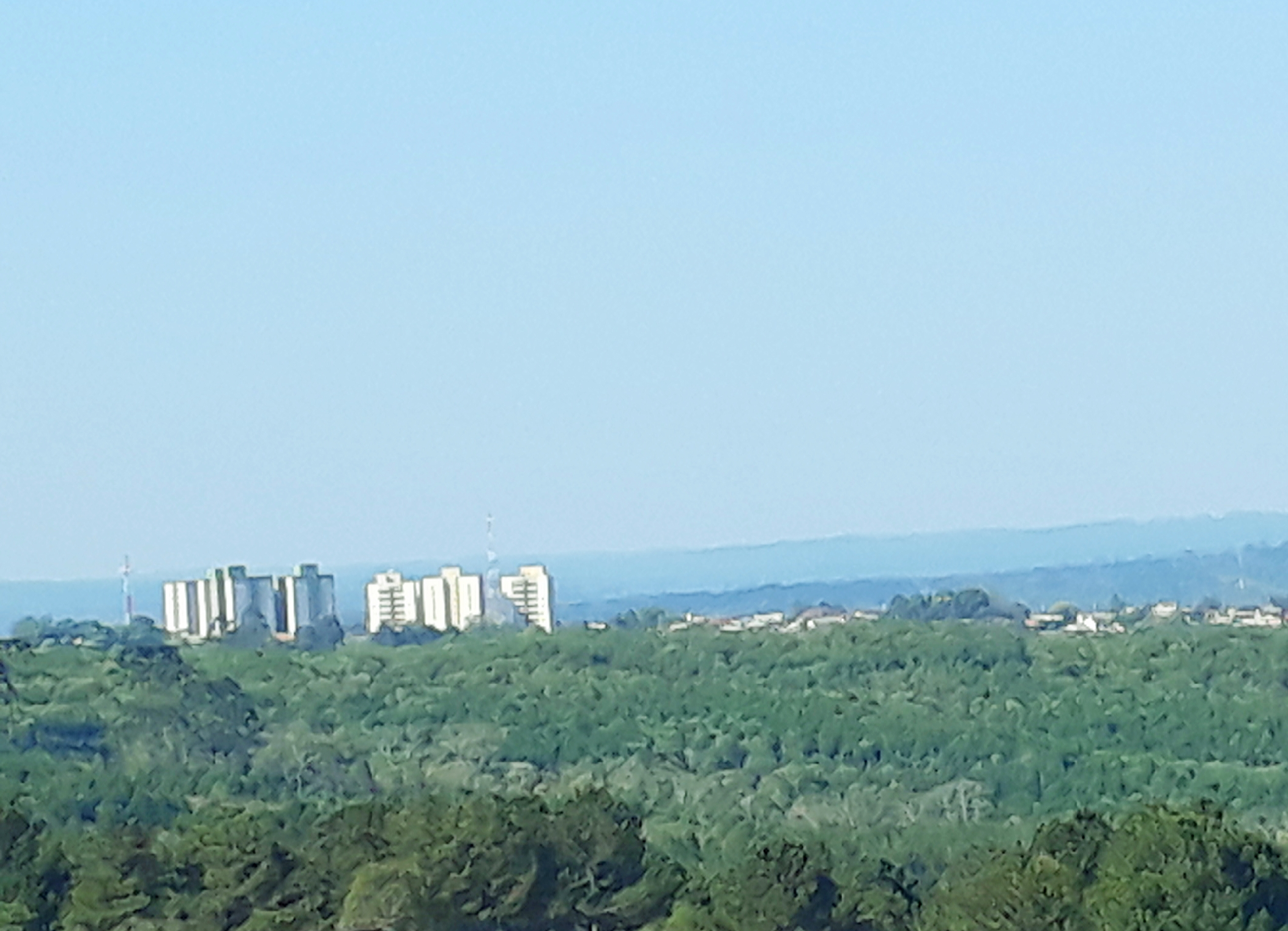
Vista parcial de Telêmaco Borba em 2017

O município de Telêmaco Borba está localizado ao Centro-leste Paranaense e possui uma área territorial de 1382.86 km² representando 0,6149 % do estado, 0,2175 % da região e 0,0144 % de todo o território brasileiro. Localiza-se a uma latitude 24°19'26" sul e a uma longitude 50°36'57" oeste, estando a sede a uma altitude de 700 metros. Já conforme o Instituto Paranaense de Desenvolvimento Econômico e Social (IPARDES) e dados do  Instituto de Terras, Cartografia e Geologia do Paraná (ITCG) a área territorial do município é de 1385.532 km².
De acordo com a divisão regional vigente desde 2017, instituída pelo IBGE, o município pertence à Região Geográfica Intermediária de Ponta Grossa e é sede da Região Geográfica Imediata de Telêmaco Borba. Até então, com a vigência das divisões em microrregiões e mesorregiões, era sede da microrregião de Telêmaco Borba, que por sua vez estava incluída na mesorregião do Centro Oriental Paranaense.
A cidade de Telêmaco Borba está localizada a cerca de 235 km de distância de Curitiba por via rodoviária, percorrendo da Avenida Marechal Floriano Peixoto, nas imediações do Jardim Monte Carlo, até ao Parque Barigui, na proximidade com o Campina do Siqueira, e, utilizando a principal rodovia de acesso, a BR-376. O município limita-se ao norte com o município de Curiúva, a oeste com o município de Ortigueira, ao sul com o município de Tibagi, a leste com o município de Ventania e à sudoeste com o Município de Imbaú, sendo que seu perímetro é definido na lei 4.738 de 5 de julho de 1963, alterada pela lei 9.277 de 28 de maio de 1990 que desmembrou o município do Imbaú. O município foi manchete dos principais noticiários nacionais, em 4 de janeiro de 2006, quando a cidade foi epicentro de um terremoto (abalos sísmicos) chegando a 4.3 na Escala de Richter.

### Divisão territorial

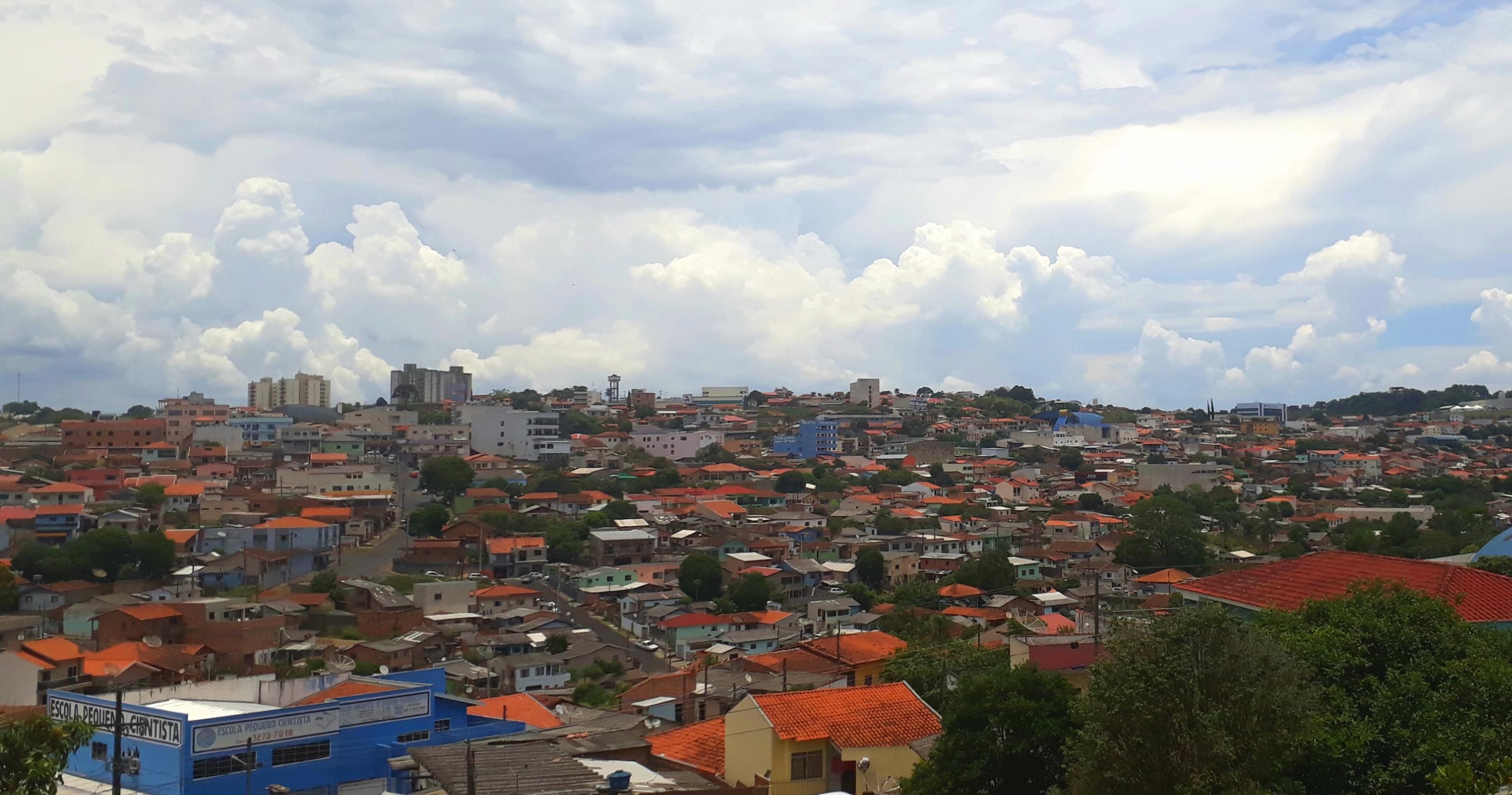
Vista do bairro Socomim, em 2018.

Em 2005 a prefeitura divulgou um mapa de bairros de acordo com a necessidade do plano diretor. Foram estabelecidos 32 bairros urbanos, como, por exemplo, Alto das Oliveiras, Socomim, Macopa, Nossa Senhora do Perpétuo Socorro, Parque Limeira, Jardim Alegre, Jardim Bandeirantes e Jardim Florestal. Foram classificadas também 12 macrozonas urbanas e 7 macrozonas rurais, para definir o macrozoneamento urbano e rural. As localidades que são consideradas bairros rurais são: Brilho do Sol, Lagoa, Harmonia, Sete Rincões e Triângulo.

### Geomorfologia
Os tipos de solos predominantes na região são o podzólico vermelho-amarelo e o latossolo vermelho-escuro. No município de Telêmaco Borba aparecem rochas originadas da Era Paleozóica, no período Permiano Inferior, que são rochas do grupo Itararé, formação do Rio do Sul ou Mafra e folhato e siltitos cinzentos, arenitos e diamictitos e camadas de carvão.  O solo do município apresenta principalmente duas variações, sendo o pedozóico vermelho-amarelo e o latossolo vermelho-escuro, aparecendo também formações de fósseis como Chonetes sp. Langolla Imbituvenses, Warthia sp., Elonicthys Gondwanus e Heteropectem Catharina. O carvão mineral foi muito explorado no município, sendo que na década de 1950 um dos pesquisadores da rocha sedimentar combustível na Fazenda Monte Alegre foi o engenheiro Israel Klabin.

### Hidrografia
O município está situado na Bacia Hidrográfica do rio Tibagi, sendo que a sede da cidade de Telêmaco Borba situa-se à sua margem esquerda. O rio Tibagi é um tributário do rio Paranapanema, que por sua vez é afluente da margem esquerda do rio Paraná.
Destacam-se entre os principais afluentes do município os rios: Imbaú, Harmonia, Quebra-perna, Faisqueira, Imbauzinho, do Ouro, Alegre, das Antas. Além dos arroios: das Casas, dos Sete Rincões, Limeira, Mandaçaia, Santa Rita e o Uvaranal. Os corpos d’água urbanos apresentam-se alterados, principalmente com poluição e erosão, devido à ocupação urbana desordenada, sendo que estas alterações em muitos casos refletem em problemas de ordem ambiental, como possibilidade de alagamentos temporários em eventos de precipitação.
Entre os lagos, lagoas e represas se destacam a Lagoa Azul, Lagoa Mandaçaia, Lago do Harmonia Clube, Lago da Praça da Casa da Cultura (Praça da Família) e a Represa de Mauá no rio Tibagi.

### Terras insulares
- Ilha da Goiabeira;[72][80]
- Ilha do Surubi;[72][80]
- Arquipélago da Mineropar;[80]

### Clima
O município está situado entre a região Cfa e Cfb,  com temperatura média no mês mais frio inferior a 18 °C (mesotérmico) e temperatura média no mês mais quente, acima de 22 °C, com verões quentes, geadas pouco freqüentes e tendências de concentração das chuvas nos meses de verão, contudo sem estação seca definida.
A temperatura média anual é de 18,52 °C, sendo o período com temperaturas mais elevadas o verão com média de 22,26 °C e o período com menores temperaturas o inverno com temperaturas médias de 14,23 °C. Entre 1976 e 2004 a temperatura máxima absoluta registrada foi de 38,2 °C em novembro de 1985 e a temperatura mínima registrada foi de −5 °C em junho de 1978. A umidade relativa do ar em media anual é de 78,75% sendo o outono com ar ligeiramente mais úmido com índice de 83% e a primavera o período com o ar ligeiramente mais seco com índice de 75%.
A precipitação média na região é de 257,87 mm, sendo o período com menor pluviosidade o mês de agosto com precipitação média de 69,4 mm distribuídos em 8 dias e o período de maior pluviosidade o mês de janeiro com precipitação média de 204,6 mm distribuídos em 15 dias. Os ventos possuem velocidades médias de 1,658 m/s com predominância de ventos ligeiramente mais fortes nos meses de novembro e dezembro com velocidade média de 1,9 m/s e predominância de ventos ligeiramente mais fracos nos meses de maio e junho com velocidade média de 1,4 m/s. Em Telêmaco Borba é predominante o
vento de sudeste, sendo que os ventos de sul e leste representam a segunda e a terceira direção de ventos com maior ocorrência.

### Ecologia e meio ambiente

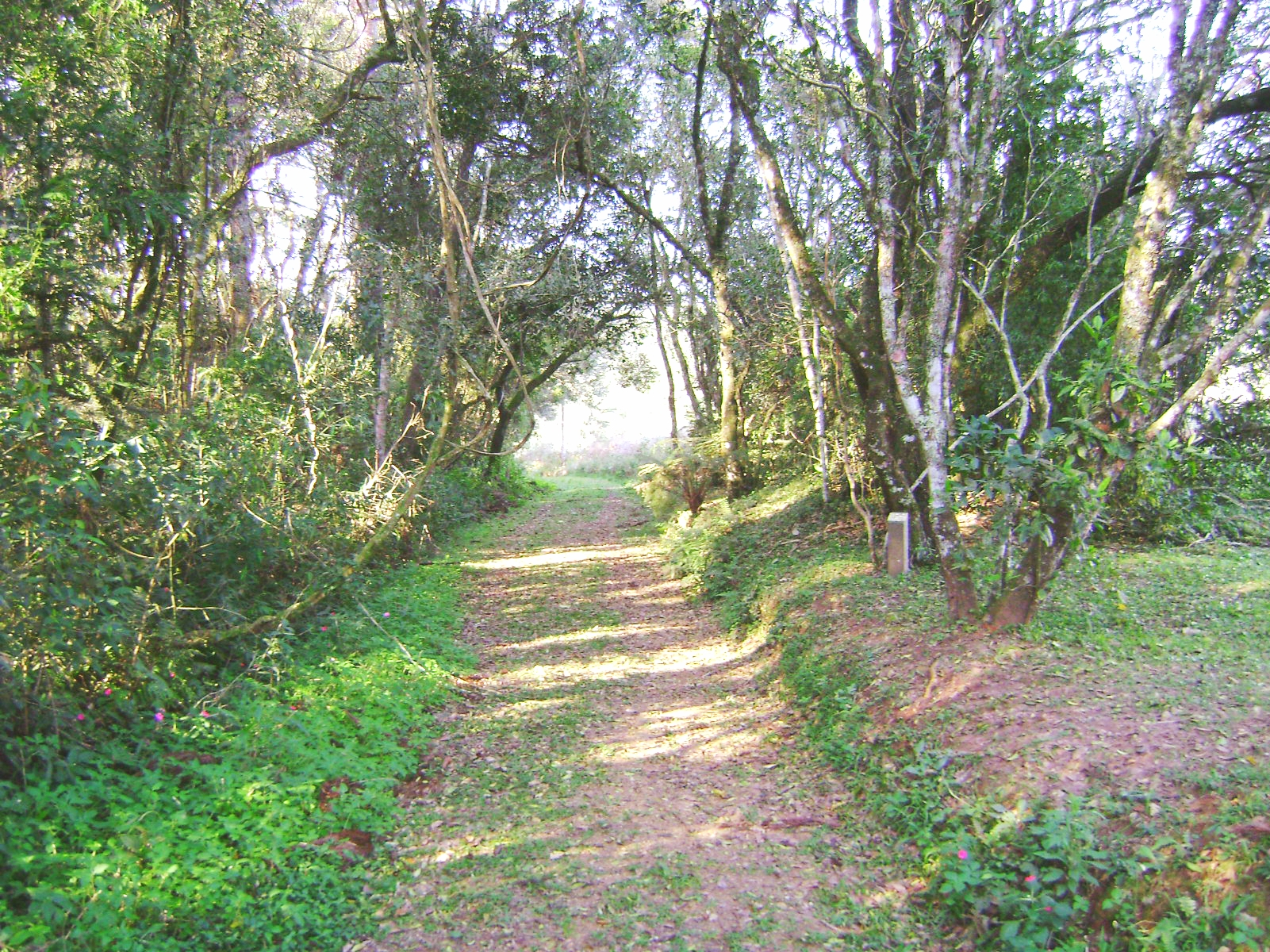
Vegetação na trilha do Parque Ecológico Samuel Klabin

#### Vegetação
A flora local reúne cerca de 2021 espécies pertencentes a mais de 40 diferentes famílias, sendo cerca de 91 espécies ameaçadas. Foram registradas 850 espécies de arbóreas, 193 espécies arbustivas, 282 espécies de epífitas/lianas/trepadeiras, 517 espécies de herbáceas e 179 espécies de pteridófitas. A vegetação original de Telêmaco Borba era constituída por pastagens (campos nativos) e mata com espécies como Araucária, Cedro, Peroba e Caviúna. Os biomas que compreende o município, segundo o IBGE, são a Mata Atlântica e o Cerrado. Entre as iniciativas de conservação da vegetação nativa, destaca-se no município a demarcação da RPPN Estadual Fazenda Monte Alegre criada em 1998 com 3.852,30 ha.

#### Fauna

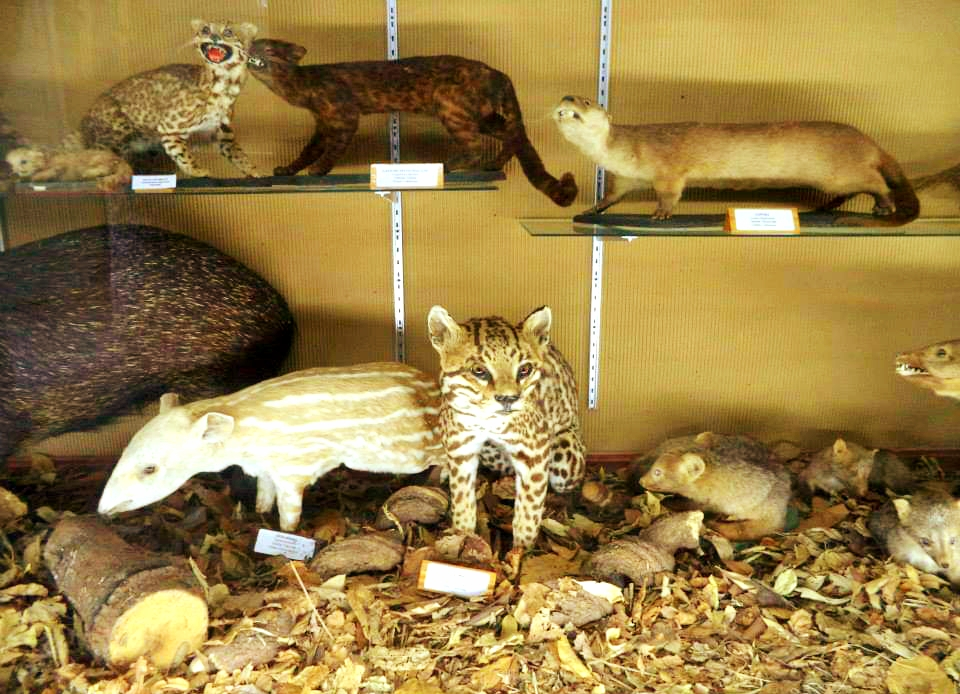
Animais taxidermizados típicos da região, no Parque Ecológico Samuel Klabin.

O município apresenta uma significativa área de florestas nativas preservadas, sendo assim, torna-se propício a manutenção de um ambiente favorável para a presença de uma diversificada fauna nativa. No que diz respeito a biodiversidade faunística destaca-se a presença de pumas, lobos-guará, antas, lontras, macacos-prego, bugios, capivaras, porcos-do-mato, catetos, veados, tamanduás-bandeira e tamanduás-mirim, tatus, jaguatirica, gato-mourisco, gato-do-mato, cotias e quatis, entre outros.
Dentro da Fazenda Monte Alegre já foram identificadas pelo menos 898 espécies de mamíferos, aves, anfíbios, répteis, peixes e crustáceos. Nesta Fazenda, em apenas 0,72 % da área territorial do Paraná, já foram catalogadas pelo menos 154 espécies de mamíferos. Em 2017 correspondia a 43 % do total dos mamíferos já registrados no Estado do Paraná. Também espécies endêmicas e raras, como é o caso da espécie de morcego da família Phyllostomidae, Tonatia bidens. Além disso, nessa mesma localidade foi feito o único registro da espécie perereca-zebra (Dendropsophus anceps) no Estado do Paraná, até o momento. Essa espécie é ameaçada de extinção na categoria criticamente em perigo. Já foram também identificadas cerca de 545 espécies de aves, que distribuem-se em mais de 50 famílias. Em 2017 isto representa 44,8% das espécies de aves registradas para o estado do Paraná, que conta com 638 espécies. 61 espécies de anfíbios, 4 espécies de crustáceos, 23 espécies de abelhas, 51 espécies de répteis.

## Demografia

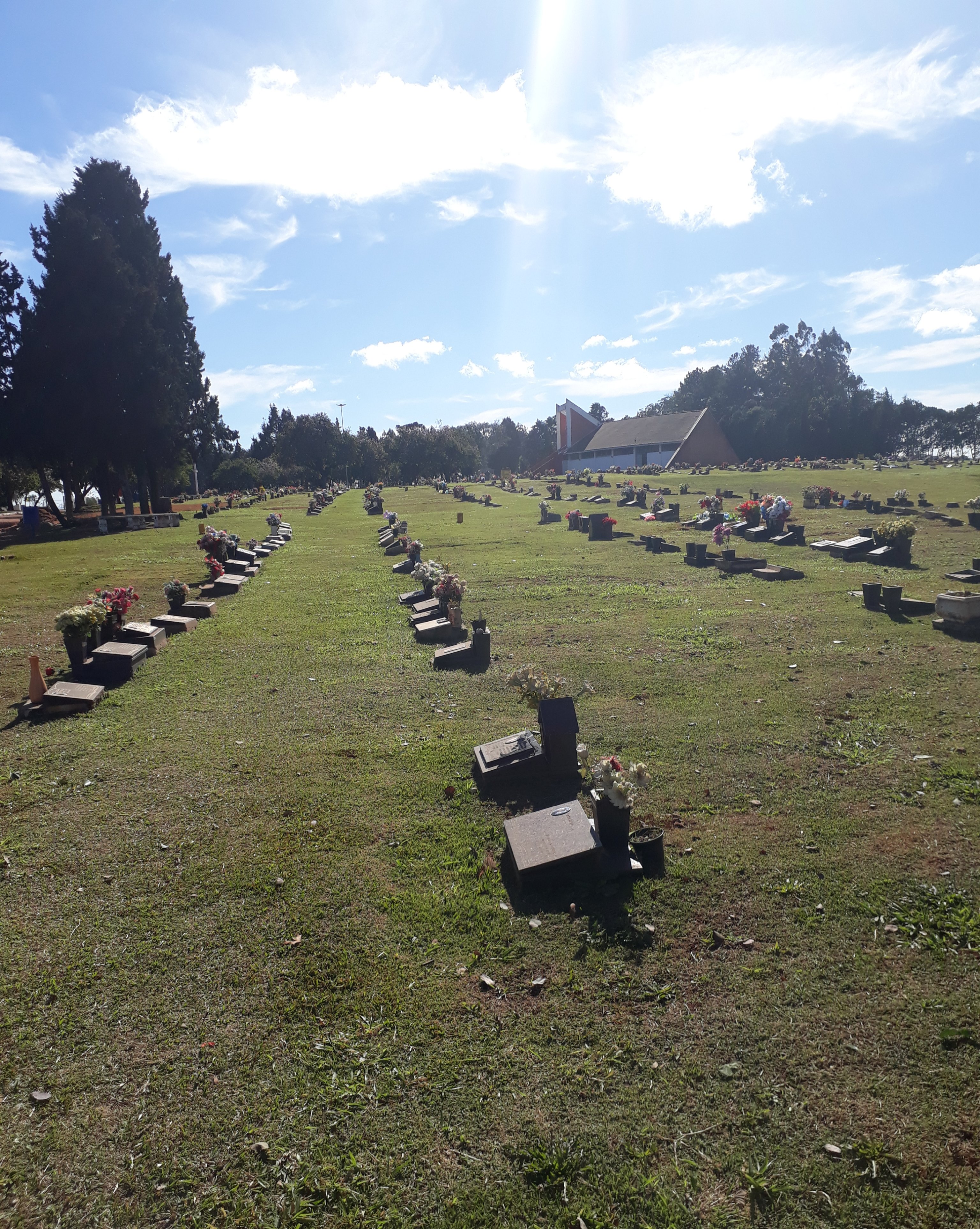
Vista do Cemitério Municipal Jardim da Saudade, no bairro Jardim Bandeirantes

O município apresenta um alto grau consolidado de urbanização caracterizando-se como município urbano de média dimensão, que desde os anos 1970 já apresentava essa tendência, sendo nesta época o único município do interior do estado a ultrapassar a marca de 50% de grau de urbanização. Em 1991 o município contava com uma população urbana de 50 887 habitantes e uma população rural de 7 279 habitantes, somando 58 166 habitantes. Em 2000 a população total do município era de 61 238 habitantes, sendo 58 354 habitantes na área urbana e 2 884 habitantes na área rural. Já sua população estimada em 2005 era de 63 742 habitantes, passando para 69 872 habitantes no censo de 2010 e saltando para uma população estimada em 80 588 habitantes em 2021.
O município apresenta atualmente cinco cemitérios. O primeiro cemitério do município é o cemitério de Harmonia, localizado na Fazenda Monte Alegre foi criado na década de 1940. O cemitério São Marcos, localizado no bairro Nossa Senhora de Fátima, foi instalado em 16 de setembro de 1967. O mais recente, o cemitério Parque Municipal Jardim da Saudade, localizado no bairro Jardim Bandeirantes, foi inaugurado em 23 de dezembro de 1987. Há ainda o registro de dois cemitérios rurais, um deles é o cemitério de Mandaçaia, localizado próximo a localidade da Vila Rural Brilho do Sol, entre as fazendas Imbaú e Mandaçaia. O outro é o cemitério do Sete Rincões, na localidade de mesmo nome.
| Etnias   |                                 |
| -------- | ------------------------------- |
| Branca   | 71,29%                          |
| Parda    | 26,07%                          |
| Negra    | 2,16%                           |
| Amarela  | 0,42%                           |
| Indígena | 0,20%                           |
| Fonte    | IBGE - Censo Demográfico (2010) |

### Composição étnica
Em 2010, segundo dados do censo do IBGE daquele ano, a população residente no município era composta por 49 714 brancos (71,29%); 18 217 pardos (26,07%); 1 507 pretos (2,16%); 296 amarelos (0,42%); 138 indígenas (0,20%) declarados. Ainda em 2010, 69 796 habitantes eram brasileiros natos (99,89%) e 31 naturalizados brasileiros (0,04%), e 45 eram estrangeiros (0,06%).
Considerando-se a região de nascimento, em 2010, 66 077 eram nascidos na Região Sul (94,57%), 2 779 no Sudeste (3,98%), 580 no Nordeste (0,83%), 222 no Centro-Oeste (0,32%) e 49 no Norte (0,07%).

### Religião
De acordo com o Censo 2010 do IBGE existe diversas comunidades religiosas no município, predominantemente cristãs. Entre a população residente em 2010 o Censo mostrou 36 877 pessoas que declararam-se católicas apostólica romana, 26 841 pessoas que declararam-se evangélicas, 48 pessoas que declararam-se espíritas, 23 pessoas que declararam-se da umbanda e/ou candomblé. Ainda mostrou 5 052 pessoas que declararam não ter religião e nenhuma pessoa declarou ter religião de tradições indígenas.
Dentre as principais instituições religiosas destacam-se como a Igreja Católica Apostólica Romana, Igreja Adventista do Sétimo Dia, Igreja Batista Betel, Igreja Evangélica de Confissão Luterana no Brasil, Igreja Presbiteriana do Brasil, Igreja Pentecostal Deus é Amor, Igreja do Evangelho Quadrangular, Igreja Evangélica Pentecostal O Brasil Para Cristo, Igreja Universal do Reino de Deus, Assembleia de Deus, Congregação Cristã no Brasil, entre outras. Existe também uma comunidade greco-católica ortodoxa de rito ucraniano, a capela São José Operário, localizada no bairro Alto das Oliveiras.
| Religiões         |                                 |
| ----------------- | ------------------------------- |
| Católica          | 52,78%                          |
| Evangélica        | 38,41%                          |
| Espírita          | 0,07%                           |
| Umbanda/Candomblé | 0,03%                           |
| Outras            | 1,48%                           |
| Sem religião      | 7,23%                           |
| Fonte             | IBGE - Censo Demográfico (2010) |

#### Igreja Católica Apostólica Romana

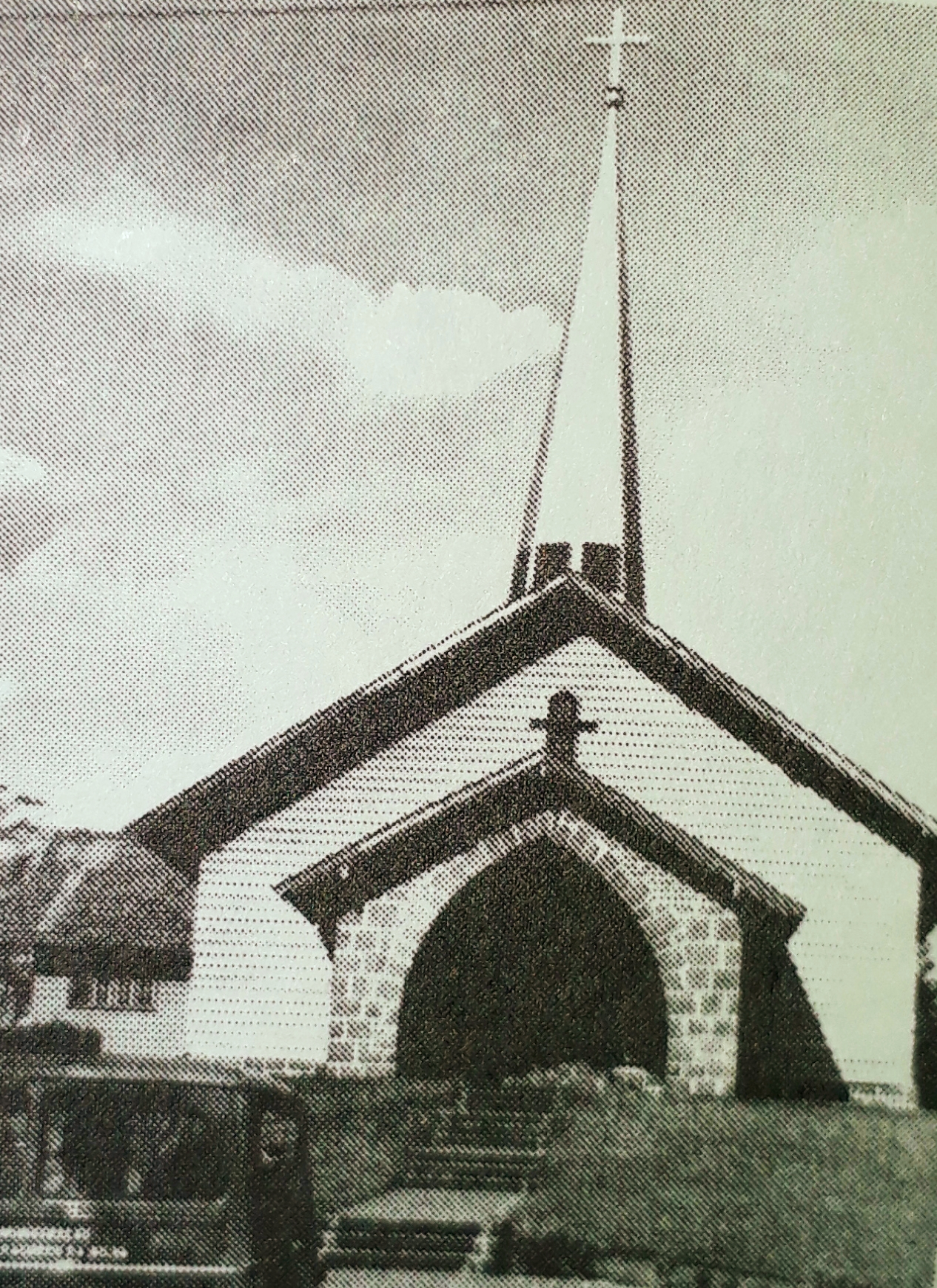
Igreja católica de Harmonia, década de 1960

Em janeiro de 1947 foi criada a paróquia de Nossa Senhora do Perpétuo Socorro, na localidade de Harmonia, desmembrando-se da paróquia de Tibagi. Em janeiro de 1960 foi criada a paróquia de Nossa Senhora de Fátima na localidade de Cidade Nova, extinguindo-se assim a paróquia de Harmonia que passou a ser capela da nova paróquia.
Foram muitas as capelas que existiram na fazenda Monte Alegre, no município de Telêmaco Borba, como por exemplo, a extinta capela da Mina de Carvão que tinha como padroeira Santa Bárbara, protetora dos mineiros. A primeira missa dessa localidade foi rezada em 4 de dezembro de 1965, por ocasião da festa de Santa Bárbara. Tal capela era premente, pois a população católica dessa localidade era numerosa e isolada da sede da recém criada Paróquia de Nossa Senhora de Fátima. Existiu também a paróquia Nossa Senhora do Perpétuo Socorro que foi recriada na localidade de Harmonia, sendo instalada em 3 de março de 1974, desmembrada da Paróquia Nossa Senhora de Fátima, cuja jurisdição eclesiástica abrangia Harmonia, Agronomia, Lagoa, Mina de Carvão, Barro Preto e Ventania.
Atualmente existem duas paróquias católicas em Telêmaco Borba: a paróquia Nossa Senhora de Fátima, no Centro, fundada em 1960, administrada pela Congregação do Santíssimo Redentor (Redentoristas). E a paróquia de São Pedro e São Paulo, no Parque Limeira Área 2, fundada em 2008, administrada pelos Padres Diocesanos.
Movimento da Renovação Carismática Católica
O Movimento da Renovação Carismática Católica (RCC) se destaca no município, pois foi em Telêmaco Borba que foi fundado o movimento no Paraná no ano de 1970 pelo padre Daniel Kiarkarski, um dos primeiros municípios do Brasil a receber a RCC, após Campinas no estado de São Paulo.

## Política e administração
A administração municipal se dá pelos poderes executivo e legislativo. O atual prefeito é Marcio Artur de Matos (PDT) e sua vice é Rita Mara de Paula Araújo (PL). A sede administrativa do executivo é denominada Paço das Araucárias e localiza-se na Praça Dr. Horácio Klabin. O poder legislativo é constituído pela câmara municipal de Telêmaco Borba, que teve instalação em 21 de março de 1964, pelo Juiz de Direito da comarca de Tibagi Dr. Eros Pacheco, sendo Eliomar Meira Xavier o primeiro presidente da casa. É composta por treze vereadores eleitos para mandatos de quatro anos (em observância ao disposto no artigo 29 da Constituição).

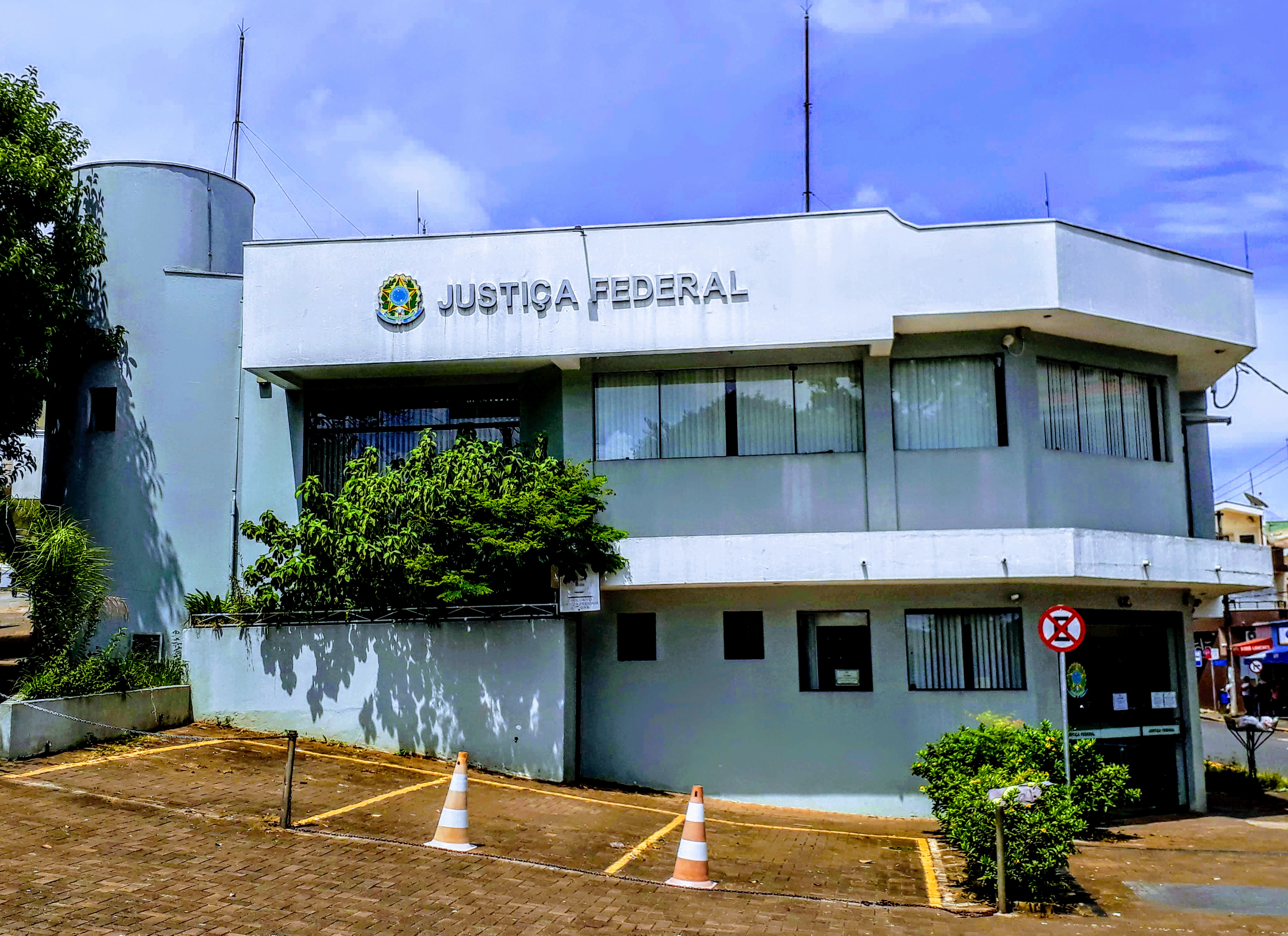
1ª Vara Federal de Telêmaco Borba, 19ª Subseção Judiciária do Paraná.

No âmbito do poder judiciário, a Comarca de Telêmaco Borba foi criada pela Lei nº 5.809 de 15 de julho de 1968 e instalada em 30 de janeiro de 1969 de acordo com a Portaria nº 143/1969, tendo o Dr. Onésimo Mendonça de Anunciação o 1º Juiz Titular e o Dr. Vanderlei Antônio Bonamigo 1º Promotor de Justiça. A Comarca conta com as Varas: Criminal, família, infância e juventude; Vara Cível; Vara do Juizado Especial de Pequenas Causas Cíveis e Vara do Juizado Especial de Pequenas Causas Criminais; Vara eleitoral e Cartório distribuidor. Todas localizadas no Fórum Dr. Laurentino Bittencourt Mercer, na rua Leopoldo Voigt, Centro. Além da Vara do Trabalho, localizada a rua Governador Bento Munhoz da Rocha Neto, no Macopa.
O município sedia também a 1ª Vara Federal de Telêmaco Borba, compreendo a 19ª Subseção Judiciária do Paraná criada em 4 de abril de 2014, atendendo os municípios de Arapoti, Curiúva, Figueira, Ibaiti, Imbaú, Ortigueira, Reserva, Sapopema, Telêmaco Borba, Tibagi e Ventania. No âmbito da Justiça Eleitoral, sedia o cartório da 111ª zona eleitoral. Havia 53 187 eleitores no município em janeiro de 2018, o que representava 0,670% do total do estado do Paraná.

## Economia
| Valor adicionado bruto a preços básicos segundo os ramos de atividades | Valor (R$ 1.000,00) | Porcentagem |
| Agropecuária                                                           | 114.237,97          | 2,98%       |
| Indústria                                                              | 1.909.876,06        | 49,78%      |
| Serviços                                                               | 1.169.186,68        | 30,48%      |
| Administração pública                                                  | 343.891,02          | 8,96%       |
| Impostos                                                               | 299.341,70          | 7,80%       |
| Total                                                                  | 3.836.532,44        |             |
| Fonte                                                                  | IBGE (2017)         |             |

No Produto Interno Bruto (PIB) de Telêmaco Borba, destacam-se a indústria e a área de prestação de serviços. De acordo com dados do IBGE, relativos a 2017, o PIB do município era de  3 836 532,44 mil reais. 299 340,70 mil eram de impostos sobre produtos líquidos de subsídios a preços correntes e o PIB per capita era de  49 647,14 reais.
O valor adicionado bruto da administração, saúde e educação públicas e seguridade social, a preços correntes rendia  343 891,02 mil reais. Em 2015 o município possuía cerca de 19 mil empregos formais conforme dados do Ministério do Trabalho e Emprego (MTE). Dos 19 mil empregos formais, 50% estavam alocados no setor de comércio e serviços, 47% na indústria e 3% na agricultura e pecuária.
Além da Klabin, outras empresas que atuam no município também se destacam, como a BrasPine, Forest Paper, Revita, Technofibra, Ambipar, Kemira e ScanCom. Também há a presença de diversas empresas satélites, que prestam serviço na área de engenharia, principalmente do setor industrial celulose-papeleiro e florestal-madeireiro, como por exemplo, Andritz, Valmet, Voith, Ponsse Caterpillar Tigercat e John Deere.

### Setor primário
O valor adicionado bruto da agropecuária, a preços correntes, rendia  114 237,97 mil reais em 2017. No âmbito da produção agrícola, em 2018, o município tinha uma área plantada de 798 hectares e o valor gerado foi 3,2 milhões de reais produzidos, conforme informações da pesquisa de Produção Agrícola Municipal, do IBGE.
O município conta com uma pequena área territorial destinada para lavouras temporárias e permanentes. Na lavoura temporária, em 2018, foram produzidos principalmente soja (1 906 toneladas), aveia (440 toneladas), milho (255 toneladas), mandioca (180 toneladas), melancia (180 toneladas), tomate (117 toneladas), e feijão (24 toneladas). Já na lavoura permanente, em 2018, se destacam a banana (18 toneladas), a laranja (44 toneladas) e a tangerina (44 toneladas). Segundo o IBGE, em 2018, o município contava com 1 210 bovinos, 7 bubalinos, 40 caprinos, 285 equinos, 125 ovinos, 377 suínos e 6 015 galináceos. 280 vacas foram ordenhadas, das quais foram produzidos 429 mil litros de leite. Também foram produzidos 35 000 quilos de mel de abelha e 847 quilos de peixes.
O município é destaque nacional na produção de madeira, tendo uma das maiores áreas de reflorestamento do Paraná e do Brasil, sendo o maior produtor de madeira do Paraná e o terceiro maior produtor do Brasil. Segundo o IBGE, Telêmaco Borba consolidou-se como o maior gerador de riquezas da silvicultura no Brasil. Em 2018 o município apresentou o maior valor de produção do país, atingindo 326,9 milhões de reais, e, 165,3 mil hectares de área plantada para a silvicultura, sendo 93,3 mil hectares ocupados por eucalipto, e outros 71,7 mil hectares com pinus.

### Setor secundário
A produção industrial rendia 1 909 876,06 mil reais ao PIB do município em 2017. O município é considerado a "Capital Nacional do Papel"; contém o sexto maior polo industrial do Paraná e é centro de referência nacional no setor madeireiro. Em Telêmaco Borba está localizada a maior fábrica de papel da América Latina, a unidade Monte Alegre das indústrias Klabin. Em relação ao ano de 2015, a empresa teve um faturamento de 5,6 bilhões de reais e teve seu índice de Valor Ponderado de Grandeza (VPG) calculado em 4,8 bilhões de reais, portanto, a Klabin está consolidada como a maior empresa da região dos Campos Gerais, uma das maiores empresas do estado e uma das maiores do Brasil.
O parque industrial de Telêmaco Borba conta com mais de 80 empresas subdividido em 4 distritos (Distrito do Aeroporto, Distrito Consolidado, Distrito Industrial do Triângulo e Extensão do Triângulo). A maior parte das empresas atuam na industrialização de artefatos e derivados da madeira e no beneficiamento de madeira, colocando o município como centro de referência nacional desse setor.
As empresas do município dispõem de madeira certificada dentro dos princípios e critérios do FSC — Forest Stewardship Council — que atestam que a madeira é oriunda de florestas bem manejadas. Há ainda a presença de uma empresa química, algumas empresas do ramo de montagem e manutenção industrial e fabricação de medicamentos. A grande parte da produção em geral do município é exportada para os Estados Unidos, Canadá e países da Europa e também parte da Ásia.

### Setor terciário
O valor adicionado bruto do setor de serviços a preços correntes foi de  1 169 186,68 mil reais em 2017, o que representou cerca de 30% do PIB municipal. O setor terciário atualmente é a segunda fonte geradora do produto interno bruto local e conta com diversos estabelecimentos hoteleiros, comerciais, alimentícios, além de bancos e empresas prestadoras de serviços. Em relação as instituições financeiras, Telêmaco Borba possui cinco agências bancárias, 2 postos de atendimento bancário, 6 postos de atendimento bancário eletrônico e 3 postos de atendimento cooperativo.

### Usinas hidrelétricas
Os rios que cortam o município e a região apresentam grande potencial hidroelétrico, sendo observado a instalação de barragens e usinas para gerarem energia elétrica. Em Telêmaco Borba encontram-se duas hidrelétricas, a Usina Hidrelétrica Presidente Vargas e a Usina Hidrelétrica Governador Jayme Canet Júnior, ambas no rio Tibagi. A Usina Presidente Vargas foi inaugurada em 1953 e teve como objetivo inicial atender as necessidades das Indústrias Klabin e dos núcleos habitacionais formados na Fazenda Monte Alegre. Já a Usina Hidrelétrica Governador Jayme Canet Júnior teve sua construção iniciada em 2008 e foi inaugurada em 2012. Com 361 MW de capacidade de geração, a usina é suficiente em atender ao consumo de 1 milhão de pessoas. A barragem foi construída entre Telêmaco Borba e Ortigueira, na região do Salto Mauá, porção média do rio Tibagi. A casa de força fica na margem direita do rio, em Telêmaco Borba, perto da foz do Ribeirão das Antas, no local conhecido como Poço Preto. Há ainda perspectivas futuras da construção de mais uma hidrelétrica em Telêmaco Borba, com a formação de um reservatório abrangendo áreas dos municípios de Telêmaco Borba, Tibagi e Imbaú, tendo o reservatório uma área estimada em 17,36 km², 251,4 hm³ de volume acumulado e uma extensão total de 42 km.
A hidrelétrica denominada Usina Hidrelétrica Telêmaco Borba está em fase de estudos já há alguns anos e a sua instalação teria duas unidades geradoras de 60 MW cada, totalizando a potência instalada de 120 MW. O local de implantação do aproveitamento energético da UHE Telêmaco Borba foi determinado no estudo de inventário feito pela COPEL em 1984, reavaliado em 1994 e confirmado em 1997. Os primeiros estudos de viabilidade da UHE Telêmaco Borba começaram em 2002. Em 2005 foi elaborado o Estudo de Impacto Ambiental- EIA e o respectivo Relatório de Impacto Ambiental – RIMA, e logo em seguida os estudos foram paralisados devido a licença prévia não ter sido efetivada. Os estudos retomaram em 2010, buscando atender as obrigatoriedades da legislação e a revisão e melhoramento nos estudos levantados. Se a implantação da usina for realizada, poderá impactar negativamente atividades econômicas no rio, como, por exemplo, o setor turístico e o da mineração.

## Infraestrutura

### Praças
O espaço urbano de Telêmaco Borba apresenta inúmeros espaços públicos como praças, bosques e áreas de lazer. Destacam-se: a Praça 29 de março (Praça do Cruzeiro - monumento); o Parque da Cidade; o Bosque de Harmonia; a Praça Bolívar Caetano Vaz; a Praça Clodomiro Miguel Fernandes; a Praça da Família - Lago da Praça da Casa da Cultura; a Praça Dr. Horácio Klabin; a Praça Esperanto; a Praça Harmonia; a Praça Lauro Neves; a Praça Jiri Aron (Praça da Bíblia/Praça do Relógio); a Praça Luba Klabin (Praça dos Pinheiros); a Praça Manoel Gerônimo da Silva; a Praça Nossa Senhora de Fátima; a Praça Paul Harris; a Praça Pedro Cortez;  a Praça São Francisco de Assis.

### Saúde

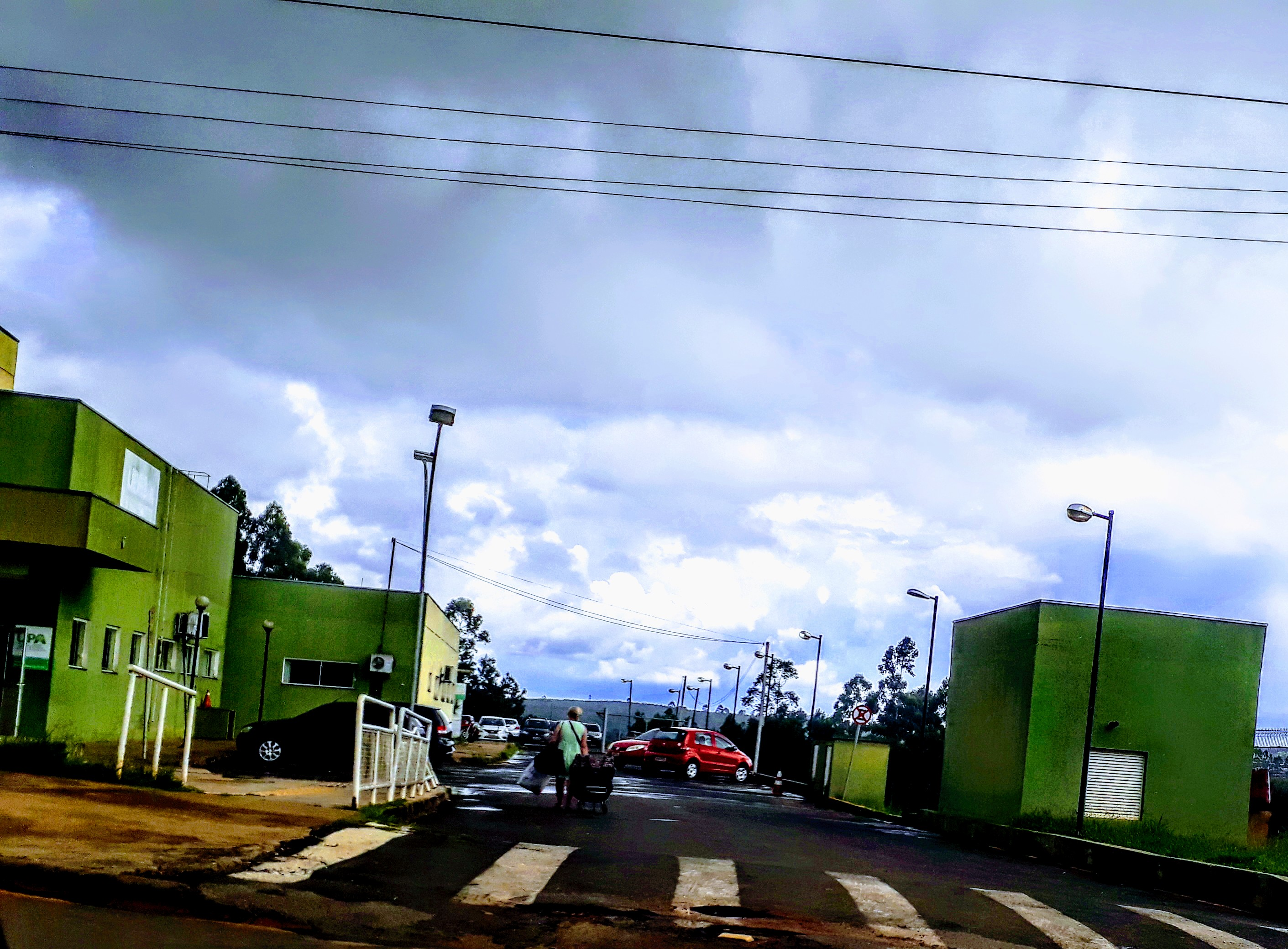
Unidade de Pronto Atendimento (UPA) de Telêmaco Borba

Em 2009, o município possuía 29 estabelecimentos de saúde entre hospitais, pronto-socorros, postos e serviços odontológicos. No que se tem registro, a Klabin foi responsável pelos primeiros serviços médicos nas áreas do atual município de Telêmaco Borba. Motivado pelo isolamento da empresa e dos núcleos habitacionais na Fazenda Monte Alegre, iniciou-se a criação de postos de saúde e a contração de médicos e profissionais ligados à saúde para atender os funcionários e seus familiares. Já em meados da década de 1940 a Klabin resolveu terceirizar o serviço médico, sendo criada então em 1946 a ORMASA – Organização Montealegrense de Saúde que passou a administrar as farmácias, os postos de saúde e um hospital localizado em Harmonia.
A secretaria municipal de saúde presta atendimento à população em geral através do Sistema Único de Saúde, realizado por meio dos postos de Unidades Básica de Saúde (UBS) e da Unidade de Pronto Atendimento 24 horas - UPA (inaugurada em 2016). Foi implantado também em 2013 o Centro Regional de Especialidades. Atualmente o município conta com 15 UBS nos bairros.
Telêmaco Borba sedia a 21ª Regional de saúde, que foi criada em 1 de novembro de 1989, atendendo também municípios vizinhos como Reserva, Tibagi, Ortigueira, Curiúva, Ventania e Imbaú.
Unidades hospitalares
A primeira unidade hospitalar, o Hospital de Harmonia, era de madeira, com cerca de 40 leitos, que posteriormente foi melhorado com a construção de um novo prédio, em alvenaria, abrigando 80 leitos. A edificação foi projeto de Max Staudacher. O Hospital de Harmonia encerrou suas atividades em 2001 e passou abrigar apenas a Clínica de Nefrologia de Telêmaco Borba, inaugurada em 2003, que tem como objetivo realizar hemodiálise na região.
O município conta hoje com dois hospitais de iniciativa privada: Instituto Hospital Drº Feitosa e o Hospital Moura fundado pelo médico Laudelino de Moura Jorge Filho. O Instituto Hospital Drº Feitosa iniciou suas atividades no início da década de 1960 como Casa de Saúde Drº Feitosa. A instituição foi fundada pelo médico Aulino Feitosa Alves, que chegou em 1957 em Cidade Nova, e hoje conta com 200 leitos hospitalares. No serviço público há o Hospital Regional de Telêmaco Borba com 124 leitos, inaugurado em 2 de abril de 2018.

### Educação

#### Ensino regular
Em Telêmaco Borba, em 2010, a taxa de escolarização de 6 a 14 anos de idade era de 98,4%. Em 2018 o número de matrículas no ensino fundamental era de 10 357 matrículas, com 483 docentes e 46 instituições de ensino. No ensino médio o número de matrículas era de 2 820 matrículas, com 247 docentes e 16 instituições. Telêmaco Borba é sede do Núcleo Regional de Educação (NRE) criado no município em 1992. O núcleo estadual atende sete municípios: Curiúva, Imbaú, Ortigueira, Reserva, Sapopema, Telêmaco Borba e Ventania. Compete ao NRE a coordenação e a execução de ações destinadas ao funcionamento da Educação Básica das unidades escolares das redes municipal, estadual e privada.

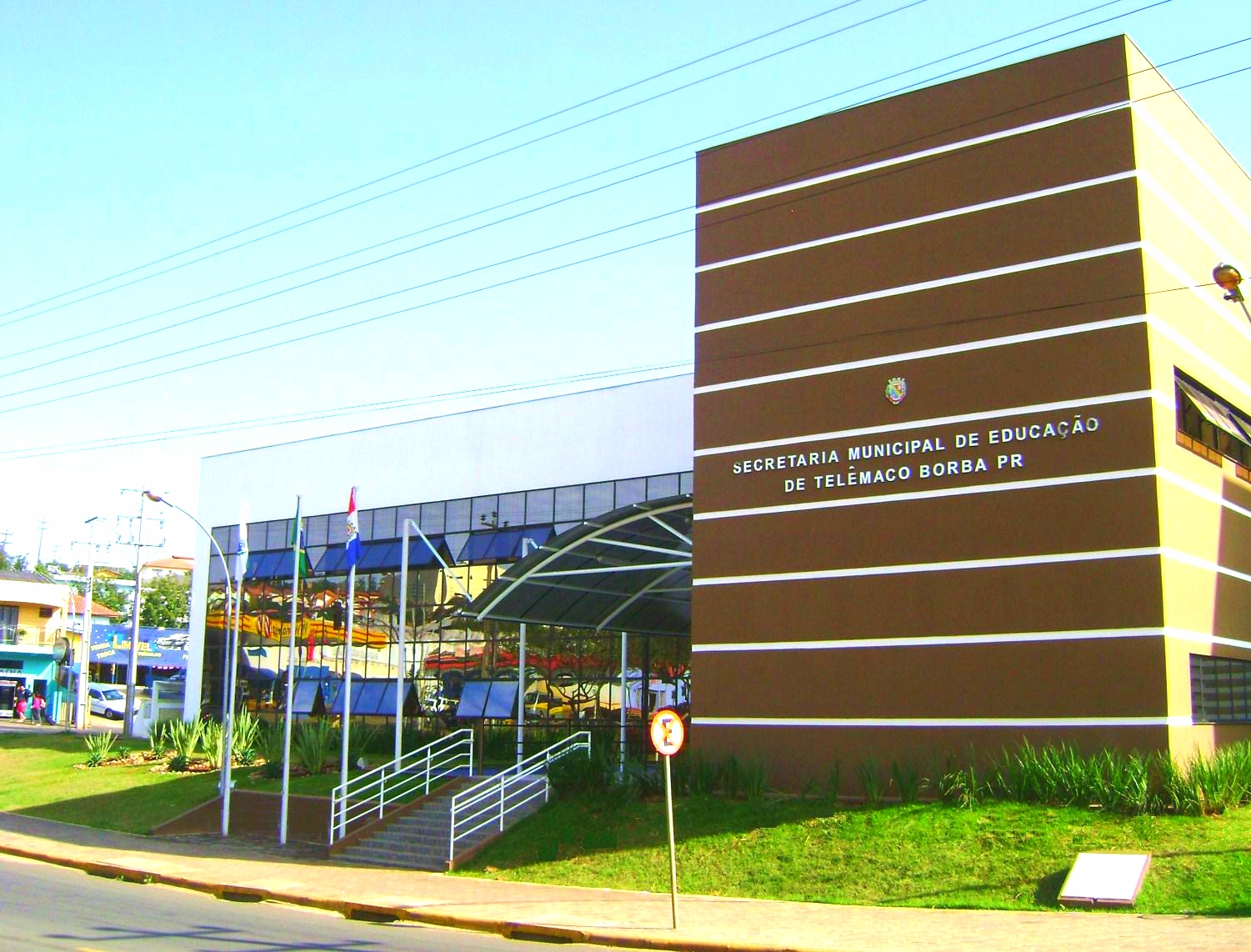
Vista do prédio da Secretaria Municipal de Educação de Telêmaco Borba.

No que se refere à rede de ensino da Educação Básica, Telêmaco Borba possui 69 estabelecimentos, dos quais: 38 de administração municipal, com oferta de educação infantil e de anos iniciais do ensino fundamental do Ensino Regular; 16 de administração estadual, com oferta de anos finais do ensino fundamental, de ensino médio e de Educação Profissional do Ensino Regular, além de Educação de Jovens e Adultos; Um de administração federal, com oferta de ensino médio e de Educação Profissional do Ensino Regular; 14 da rede privada, com oferta de todas as etapas do Ensino Regular, além de Educação Especial.
A prefeitura responde pela educação em âmbito municipal, cuja implementação das políticas educacionais é de competência da Secretaria Municipal de Educação, que é responsável por aproximadamente 7,5 mil alunos, sendo 23 escolas municipais e 15 Cmeis (Centro Municipais de Educação Infantil). A atual secretária municipal de Educação é a professora Rosimeyre Barbosa Siqueira Carneiro.
| Ensino infantil    | 1 074  | 127 | 23  |
| Ensino pré-escolar | 2 165  | 118 | 48  |
| Ensino fundamental | 10 357 | 483 | 46  |
| Ensino médio       | 2 820  | 247 | 16  |
| TOTAL              | 16 416 | 975 | 133 |

#### Ensino profissionalizante, técnico e superior
Segundo os dados do Ministério da Educação (MEC), no que diz respeito ao Ensino Profissionalizante, Técnico e Educação Superior, no município de Telêmaco Borba atuam diversas instituições públicas e privadas. Com estas instituições, o município dispõe de cursos profissionalizantes, de graduação e de pós-graduação, nas modalidades presencial e a distância (EaD).
Particular
Das instituições privadas destacam-se a Faculdade de Telêmaco Borba - campus universitário Carlos Hugo Wolff von Graffen (FATEB) e a Faculdade de Tecnologia SENAI Telêmaco Borba (Faculdades da Indústria), que conta com o Centro Técnico de Celulose e Papel. Além dessas, o município conta também com outras instituições: AEF - Associação Educacional Fanuel - Guarda Mirim de Telêmaco Borba (ensino profissionalizante); CENAIC - Centro Nacional Integrado de Cursos; Serviço Nacional de Aprendizagem Comercial (SENAC); Centro Universitário Adventista de São Paulo (UNASP), polo de Telêmaco Borba; Universidade Estácio de Sá (UNESA), polo Telêmaco Borba; Centro Universitário Campos de Andrade (Uniandrade), polo de Telêmaco Borba; Centro Universitário Leonardo da Vinci (Uniasselvi), unidade de Telêmaco Borba; Centro Universitário de Maringá (Unicesumar), polo de Telêmaco Borba; Universidade Anhanguera-Uniderp (UNIDERP), campus universitário de Telêmaco Borba; Centro Universitário da Grande Dourados (UNIGRAN); Centro Universitário Internacional (UNINTER), campus de Telêmaco Borba; Universidade Positivo, polo Telêmaco Borba;
Pública
O estabelecimento de ensino federal presente em Telêmaco Borba refere-se ao campus do Instituto Federal do Paraná (IFPR); O estabelecimento estadual de ensino superior refere-se a Universidade Estadual de Ponta Grossa (UEPG) com o campus universitário de Telêmaco Borba. No âmbito municipal há o CEMEP - Centro Municipal de Ensino Profissionalizante, que oferece diversos cursos gratuitos;
| Educação profissional | 2 008 | 114 | 5  |
| Ensino superior       | 3 377 | 107 | 11 |
| TOTAL                 | 5 385 | 221 | 15 |

### Serviços

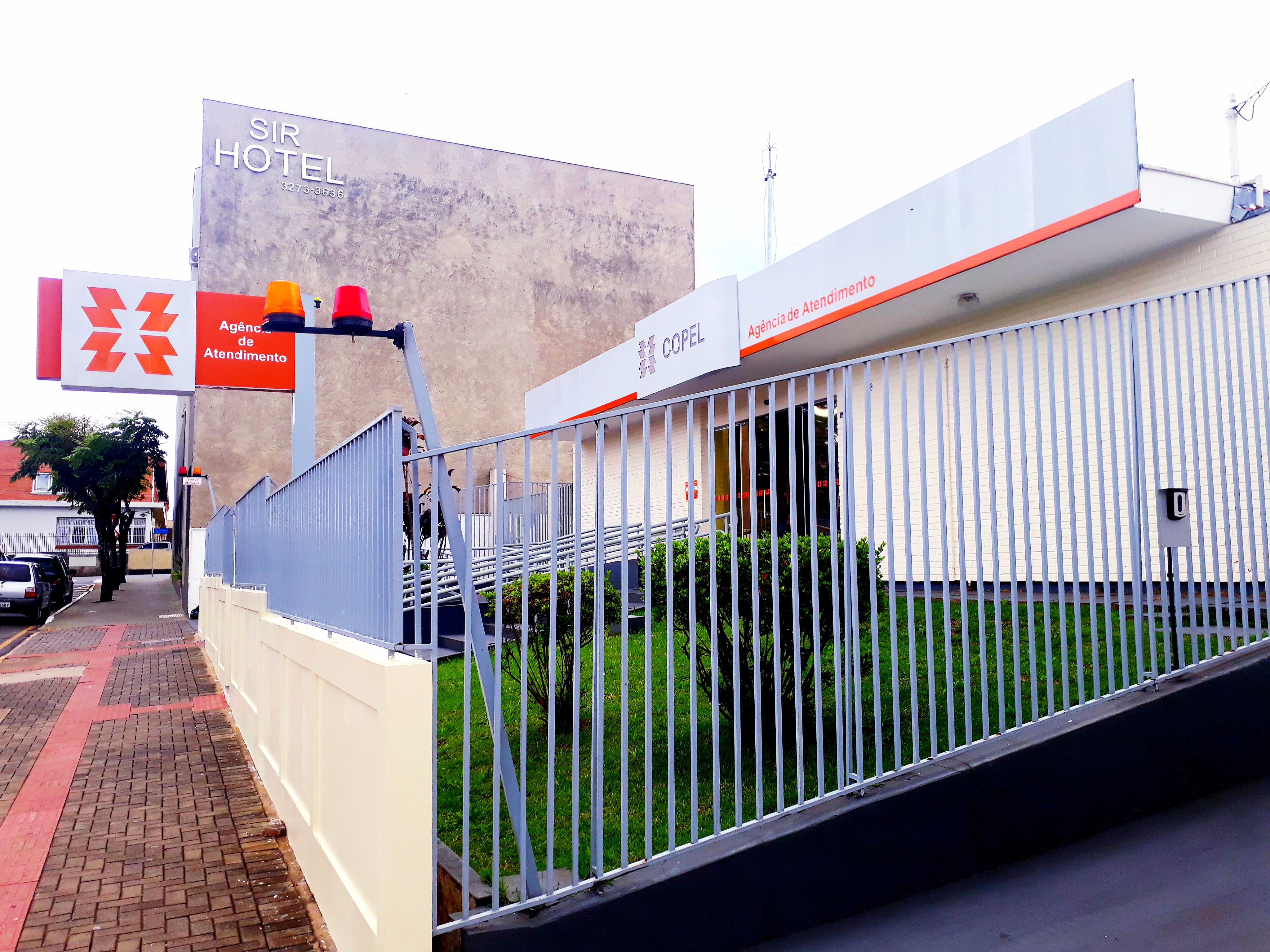
Agência de atendimento da Copel em Telêmaco Borba

A distribuição de energia no município é fornecida pela Companhia Paranaense de Energia (Copel). Segundo a empresa, em 2017 havia um total de 27 737 unidades consumidoras e foram consumidos um total de 131 931 KWh de energia. Já o serviço de abastecimento de água de toda a cidade é feito pelo Companhia de Saneamento do Paraná (Sanepar). A água do abastecimento feito pela Sanepar provém da captação feita no rio Tibagi. Segundo a empresa, em 2018 havia um total de 24 865 ligações e um total de 27 203 unidades atendidas, sendo que o consumo de água faturado e medido foi de 3 638 057 m³ e 3 494 871 m³ respectivamente. Em relação a rede coletora de esgoto para tratamento o serviço é realizado também pela Sanepar, sendo que em 2018 havia no município um total de 19 626 ligações e um total de 21 856 unidades atendidas.

### Transportes

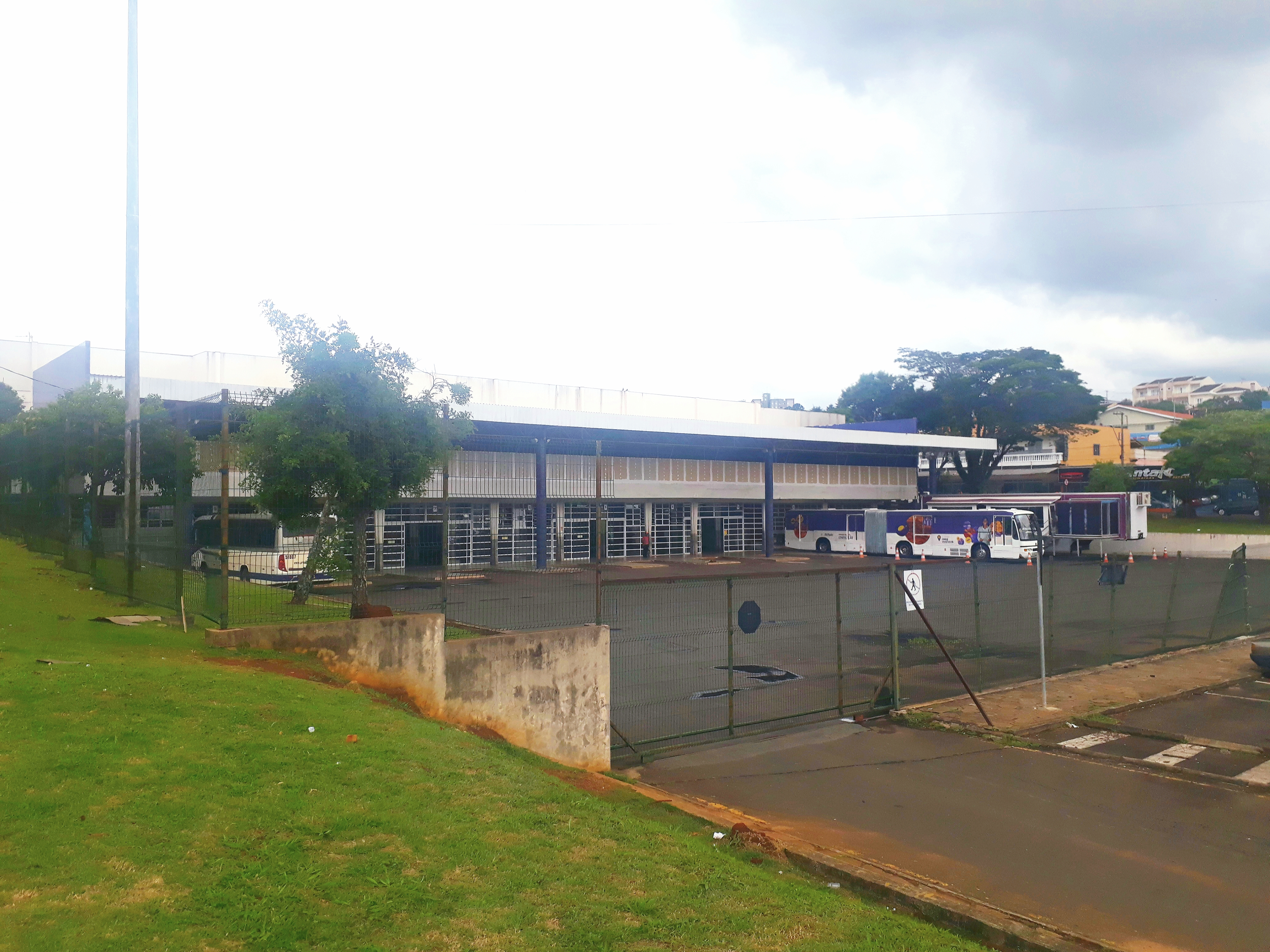
Terminal Rodoviário de Telêmaco Borba.

A frota municipal em 2019 era de 46 073 veículos, sendo 26 937 automóveis, 1 181 caminhões, 780 caminhões-tratores, 3 461 caminhonetes, 1 176 caminhonetas, 102 ciclomotores, 247 micro-ônibus, 7 508 motocicletas, 2 179 motonetas, 250 ônibus, 763 reboques, 1 027 semi-reboque, 73 tratores de rodas, um trator de esteira, 23 triciclos e 364 utilitários.
Telêmaco Borba possui um terminal rodoviário localizado no centro da cidade, inaugurado em 21 de março de 1982 e revitalizado e reinaugurado em 2011. Além dos guichês de atendimentos das empresas de transporte, o espaço de dois pavimentos conta com lanchonete, restaurante e lojas. É denominado oficialmente como Terminal Rodoviário Municipal Carolina Resende von Graffen, em homenagem a ex-primeira-dama do município. O Terminal Rodoviário liga diretamente o município à várias cidades do estado do Paraná, como Ponta Grossa, Curitiba, Apucarana e Londrina, e São Paulo (SP).

#### Rodoviário

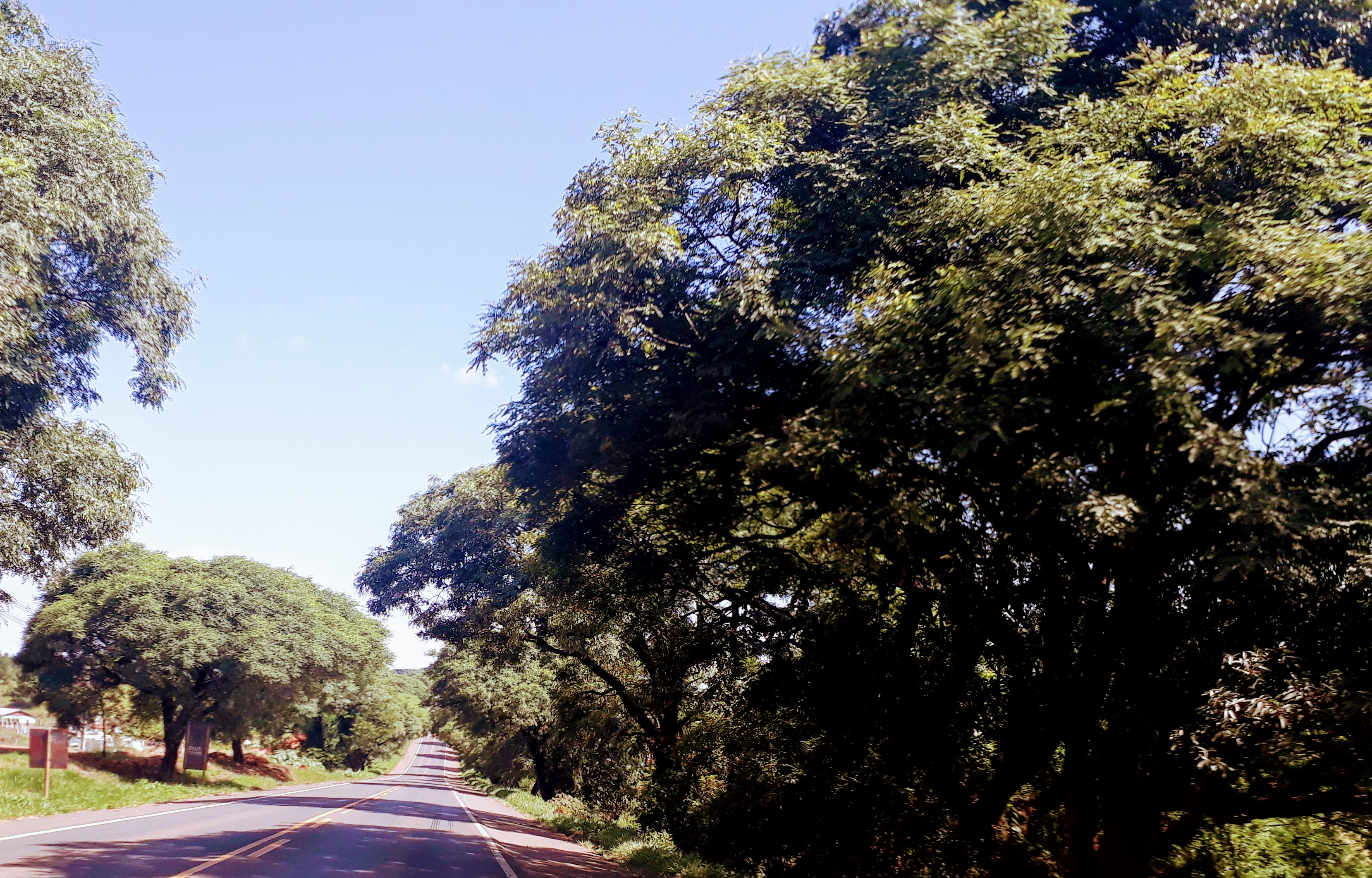
Rodovia do Papel, PR-160, trecho em Telêmaco Borba.

- PR-160 — Rodovia do Papel, trecho Imbaú-Telêmaco Borba e Telêmaco Borba-Curiúva.
- PR-340 — Trecho Tibagi-Telêmaco Borba (denominação Rodovia Francisco Sady de Brito[196]) e Telêmaco Borba-Ortigueira (denominação Rodovia Wilson Bueno de Camargo[197][198]).
- PR-239 — Trecho Ventania-Telêmaco Borba (localidade de Lagoa).
- PR-090 — Rodovia do Cerne, trecho Curiúva-Ventania, cortando o município de Telêmaco Borba próximo a divisa com os municípios de Ventania e Curiúva.
- BR-153 — Rodovia Transbrasiliana, trecho Tibagi-Ventania, cortando o município de Telêmaco Borba próximo a divisa com o município de Ventania.

#### Ferroviário
Telêmaco Borba faz parte do 2 º Distrito de Produção, de acordo com a Rumo Logística (antiga RFFSA), estando cortada pelo Ramal de Monte Alegre da antiga Rede de Viação Paraná-Santa Catarina (RVPSC). O trecho entra no município pela porção nordeste chegando até a sede municipal, localizada no centro-sul do município. Atualmente a região é atendida apenas com trens de carga para o escoamento da produção da empresa Klabin. Próximo da localidade de Harmonia, está localizada a antiga estação ferroviária (Estação Harmonia). A distância por via férrea até Curitiba é de 472 km. No entanto, o transporte ferroviário de passageiros na cidade, se encontra desativado desde os anos 1970 .

#### Aeroviário
No âmbito aeroviário o município é servido pelo Aeroporto de Telêmaco Borba. Os primeiros serviços aéreos locais eram localizados na pista de voos da Fazenda Monte Alegre. A pista aérea na fazenda tinha 950 m e quando foi construída era considerada uma das maiores do Paraná na época, contava ainda com um serviço aéreo regular entre São Paulo, Monte Alegre, Curitiba e vice-versa, pela companhia aérea Cruzeiro do Sul. Nas proximidades de Telêmaco Borba há ainda aeroportos regionais como o Aeroporto de Ponta Grossa distante cerca de 138 km e o Aeroporto de Londrina distante cerca de 182 km. Em relação ao Aeroporto Internacional Afonso Pena, na região de Curitiba, está localizado aproximadamente a 270 km de Telêmaco Borba.
Aeroporto de Telêmaco Borba
Telêmaco Borba é servida por um aeroporto que recebe o mesmo nome da cidade, identificado pela sigla SSVL. Possui uma ampla infraestrutura, com uma pista revestida com asfalto de 1800 metros de comprimento por 30 metros de largura e atende, normalmente, a uma média de 67 pousos e decolagens por mês. Opera também em períodos noturnos. É considerado o maior aeroporto da região dos Campos Gerais do Paraná. Coordenadas Geográficas: 24º18'59"S/050º39'08"W.
Teleférico
Foi inaugurado no final da década de cinquenta, em 11 de novembro de 1959, tendo a capacidade para 32 passageiros por cabine, ligando a cidade de Telêmaco Borba ao bairro de Harmonia, com 1.318 m de vão livre sobre o rio Tibagi. Comumente chamado de "bondinho", tornou-se um dos principais atrativos turísticos do município e é considerado um ícone do turismo na região.

## Segurança pública
A segurança pública de Telêmaco Borba é realizada pela Polícia Militar e Corpo de Bombeiros, vinculados à Secretaria de Estado da Segurança Pública do Paraná (SESP/PR), que define e executa a política de segurança pública no âmbito estadual. No âmbito municipal, Telêmaco Borba possui a Comissão Municipal de Defesa Civil (COMDEC). Em relação aos órgãos colegiados que fortalecem as providências das ações municipais, além da COMDEC, há o Conselho Comunitário de Segurança (CONSEG). O município possui um sistema de monitoramento por câmeras de segurança, implantado pela prefeitura em 2016. O sistema é operado em um centro de controle operacional, localizado nas dependências do quartel da polícia militar, apoiando os trabalhos desenvolvidos pela polícia civil, contribuindo assim para reduzir e solucionar os problemas relativos à criminalidade na cidade.

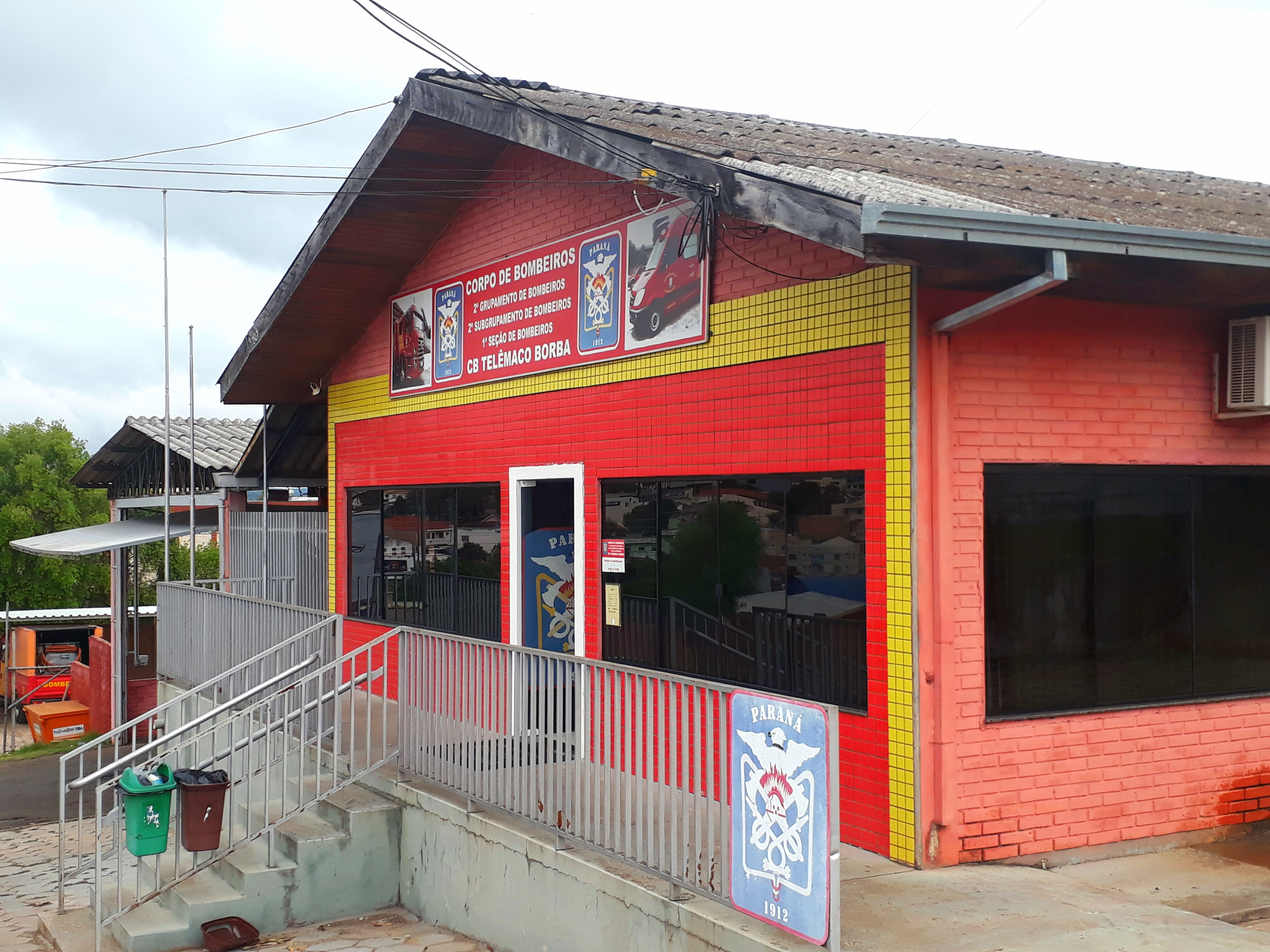
Corpo de Bombeiros de Telêmaco Borba

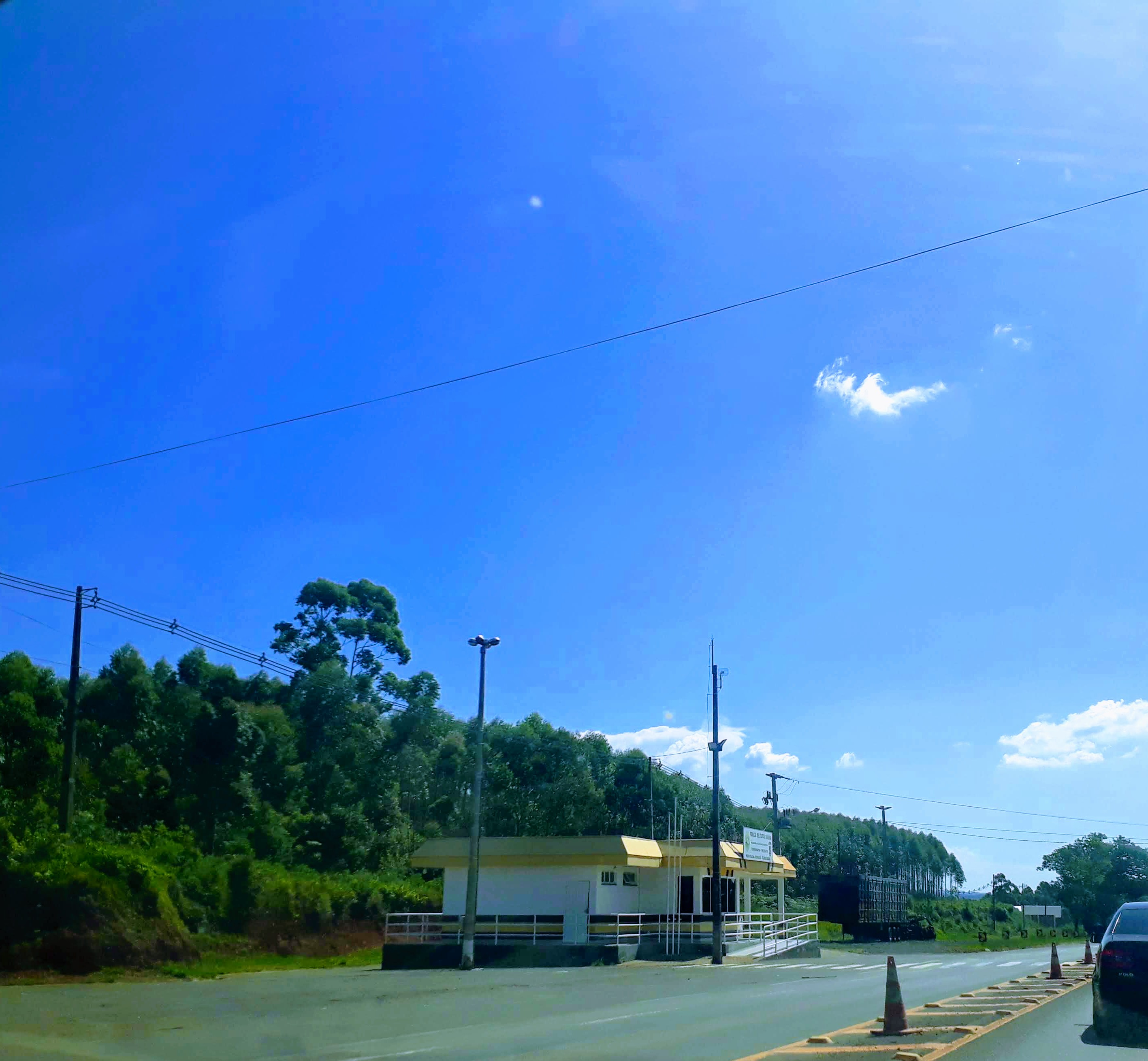
Posto Policial Rodoviário de Telêmaco Borba

Telêmaco Borba é sede da 18ª Subdivisão Policial (SDP), uma das subdivisões da Divisão Policial do Interior da Polícia Civil do Paraná, órgão responsável pelas ações de policiamento investigativo. A 18ª SDP está localizada no bairro Socomim e sua área de atuação também abrange municípios vizinhos. O município abriga também a Cadeia Pública de Telêmaco Borba, estabelecimento penal vinculado ao Departamento Penitenciário (DEPEN) da SESP/PR, localizado na região central da cidade.
A 1ª Companhia da Polícia Militar do Paraná (PMPR) em Telêmaco Borba é a sede da polícia militar do município jurisdicionado no 26º Batalhão de Polícia Militar, também sediado em Telêmaco Borba, do 4.º Comando Regional de PM, com sede em Ponta Grossa. O Corpo de Bombeiros de Telêmaco Borba é representado pela 1ª Seção de Bombeiros, do 2° Subgrupamento de Bombeiros que é sediado em Telêmaco Borba, no Alto das Oliveiras, que faz parte do 2° Grupamento de Bombeiros (2° GB) de Ponta Grossa, sendo uma Organização de Bombeiro Militar (OBM) e estando subordinado, operacional e administrativamente, ao Comando do Corpo de Bombeiros (CCB PMPR), o qual é responsável pelo cumprimento das atividades de Defesa Civil, prevenção e combate a incêndios, buscas, salvamentos e socorros públicos, no Paraná. No policiamento militar especializado, Telêmaco Borba possui um pelotão, responsável pelo policiamento ambiental de treze municípios, que compõe a 4ª Companhia de Polícia Militar Ambiental, sediada em Guarapuava, uma das cinco companhias do Batalhão de Polícia Militar Ambiental (BPMA) - Força Verde do Paraná; Além da Patrulha Escolar, subordinada ao Batalhão de Patrulha Escolar Comunitária (BPEC) do Paraná, responsável pelo policiamento comunitário escolar; e do Posto Policial Rodoviário, localizado na PR-160, que pertence a 5ª Companhia de Polícia Rodoviária, do Batalhão da Polícia Rodoviária do Paraná, responsável pelo policiamento rodoviário.

### Polícia militar
As instalações da Polícia Militar em Telêmaco Borba foram inauguradas em 31 de janeiro de 1970 com sede na rua Governador Bento Munhoz da Rocha Neto, no bairro Macopa, anexo ao pátio da antiga Prefeitura Municipal. Em 18 de setembro de 1990 as instalações foram transferida para Rodovia do Papel, km 21, no bairro Jardim Bandeirantes, num espaço de 14.155 m². Em 22 de abril de 2004 foi criado oficialmente por decreto a 3ª Companhia Independente de Polícia Militar (3ª CIPM) com sede em Telêmaco Borba, adquirindo autonomia do 1º Batalhão de Polícia Militar. A Companhia  passou a atender dez municípios da região, numa área de 12.3282 km².

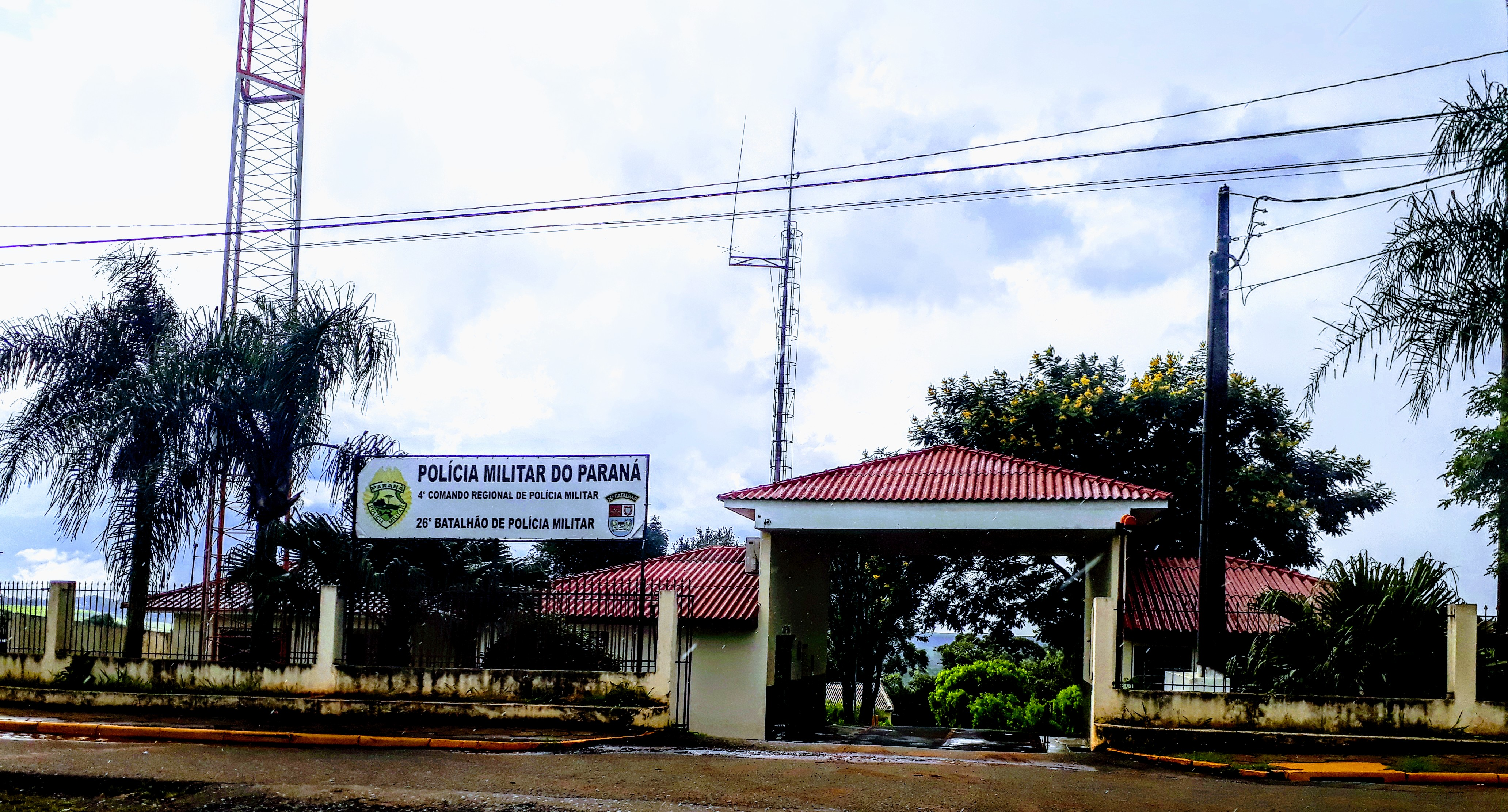
26° Batalhão de Polícia Militar.

Em 3 de março de 2016, conforme o Decreto Estadual 3624 foi criado o 26º Batalhão de Polícia Militar (BPM) com sede no município de Telêmaco Borba, tendo como primeiro comandante o Major Dirceu Kosloski. Abrange os municípios de Ortigueira, Imbaú, Curiúva, Figueira, Sapopema, Reserva, Tibagi, Ventania e Cândido de Abreu, atendendo uma população de 215.951 habitantes na época de sua criação. O 26º BPM conta com três companhias: a 1.ª Companhia, com sede em Telêmaco Borba, com três pelotões; a 2.ª Companhia, com sede em Ortigueira, com dois pelotões, um responsável por Ortigueira e Imbaú e outro por Curiúva, Figueira e Sapopema; a 3.ª Companhia, com sede em Reserva, contará com três pelotões, um responsável por Reserva, o segundo por Tibagi e Ventania, e o terceiro por Cândido de Abreu. O BPM, é comandado atualmente pelo tenente-coronel Luiz Francisco Serra.

## Turismo
Telêmaco Borba apresenta um grande potencial turístico, notando-se a presença do turismo cultural, artesanal e ambiental, com ênfase para o turismo de eventos, industrial e de negócios. A cidade se consolidou como um polo regional, abrigando diversos eventos e encontros culturais, artísticos, religiosos, esportivos, educacionais e comerciais. No turismo industrial o destaque são as visitas às empresas locais para conhecer as estruturas, as formas de produção e a tecnologia empregada, principalmente no setor florestal e madeireiro, sendo comum a visita, por exemplo, de instituições de ensino e empresas de consultorias. A cidade ainda reúne um importante setor de serviços regionais, impulsionando os segmentos comerciais e de negócios. O turismo no município é um importante segmento da economia local, movimentando os serviços de hotelaria, de alimentação e de transportes.
Telêmaco Borba integra a Rota dos Tropeiros, rota turística com objetivo de reunir o tropeirismo no Paraná, com atrativos regionais que possui diversos elementos culturais e históricos entre os municípios paranaenses que fazem parte do antigo Caminho das Tropas. Diante de uma iniciativa governamental o estado foi dividido oficialmente em 14 Regiões Turísticas, sendo que Telêmaco Borba integra a Região Turística dos Campos Gerais, a 3ª região turística do Paraná (RT-03).
Em relação ao ecoturismo, Telêmaco Borba apresenta aptidão para o turismo ambiental, com uma vasta área de corredores de mata nativa preservada. Os destaques locais são para as belezas naturais, acidentes geográficos e parques. Os principais atrativos naturais são: o Bosque de Harmonia (Via Ambiental); a Caverna da Mandaçaia; a Fonte de Água da Sulfurosa da Codorna Branca; a Lagoa Azul; a Lagoa Mandaçaia; o Parque Ecológico Samuel Klabin; o Parque Municipal do rio Tibagi; a Represa da Usina de Mauá; a Reserva Particular do Patrimônio Natural Fazenda Monte Alegre. Devido ao relevo acidentado, os rios que cortam a região apresentam inúmeras corredeiras, cachoeiras e saltos, principalmente no vale do rio Tibagi. As principais quedas de água em Telêmaco Borba são: a Cachoeira das Pedras (rio Imbaú); a Cachoeira do Alegre (rio Alegre); a Cachoeira Grande (rio Tibagi); o Cachoeirão (rio Quebra-perna); o Saltinho; o Salto da Conceição (rio Tibagi); o Salto das Antas (rio das Antas); o Salto Peludo (rio Tibagi).
Os atrativos culturais que mais se destacam-se no município são: o Bonde Aéreo de Telêmaco Borba; a Casa do Artesão; o Espaço Cultural Vera Lafer; e o Centro Cultural Eloah Martins Quadrado. O Centro Cultural Eloah Martins Quadrado, também conhecido como "Casa da Cultura", abriga um anfiteatro para eventos e shows artísticos, a Biblioteca Municipal e o Museu Histórico Municipal de Telêmaco Borba;
Na área museológica, além do museu municipal, o município conta ainda com a sede da Fazenda Velha; e o Museu da Fauna e da Flora e o Centro de Interpretação da Natureza Frans Krajcberg, localizados no Parque Ecológico. No âmbito religioso os destaque turísticos são as capelas católicas como: a Capela Nossa Senhora do Perpétuo Socorro, em Harmonia; a Capela Nossa Senhora do Perpétuo Socorro, nas Cem Casas; a Capela Santo Antônio, na Lagoa; e também: a Gruta da Rodoviária; a Igreja Matriz de Nossa Senhora de Fátima e o Templo de Adoração Jesus Misericordioso (antiga igreja matriz).

## Cultura

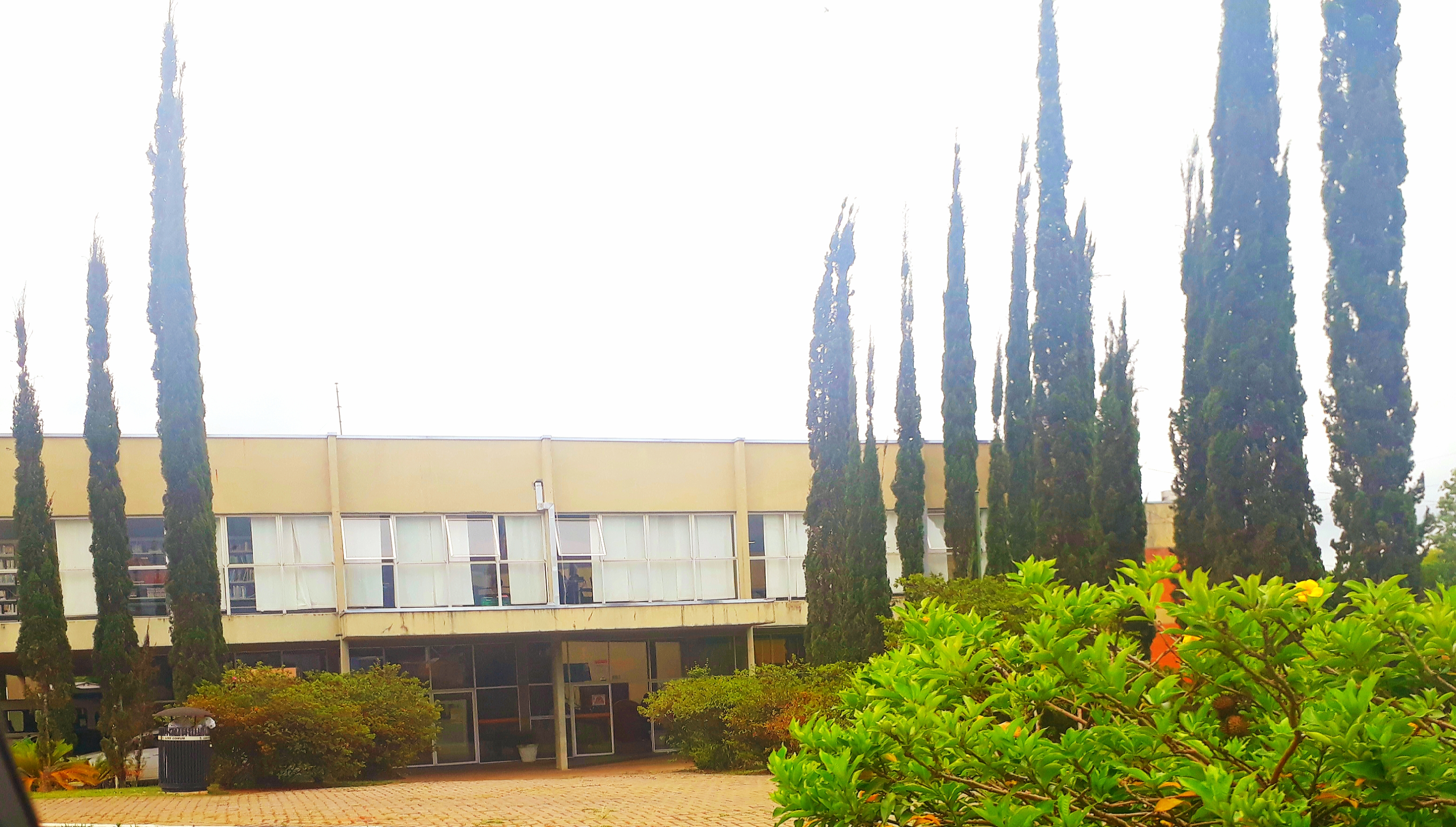
Centro Cultural Eloah Martins Quadrado (Casa da Cultura), no piso superior abriga a Biblioteca Pública Municipal.

O berço cultural de Telêmaco Borba é a Fazenda Monte Alegre, mais precisamente na antiga sede da Fazenda Velha, no contexto histórico e geográfico, foi onde a ocupação luso-brasileira se iniciou no município. O início da ocupação local tem intensa ligação com a região dos Campos Gerais, herdando fortes traços culturais dos paranaenses desta região.
Um dos movimentos culturais que mais marcou nos municípios vizinhos é o tropeirismo, que contribuiu para a construção da identidade cultural de Telêmaco Borba. O tropeirismo pode ser visto na tradição popular, como nos costumes, na religiosidade, no folclore, na gastronomia, no artesanato e na música. As fazendas de Tibagi estavam voltadas principalmente para a pecuária, envolvidas com o criatório e a invernagem do gado trazido do sul. Recebendo ainda influências de índios e também de africanos e seus respectivos descendentes que vieram habitar os Campos Gerais, bem como de seus mestiços, como caboclos e mulatos. Somente a partir da década de 1930 que Telêmaco Borba recebeu uma grande leva de imigrantes e de descendentes, principalmente da etnia holandesa, eslava e germânica, o que contribuiu com diversas influências culturais. Em seu território Telêmaco Borba não conta com uma comunidade considerada tradicional, embora circulem na região indígenas, quilombolas, faxinalenses e ciganos.
No âmbito municipal, a efetivação das políticas culturais, desportivas e de lazer é atribuída à Secretaria Municipal da Cultura, Esporte e
Recreação (SMCER). A Biblioteca Pública Municipal é um dos principais equipamentos culturais de Telêmaco Borba. Foi instalada pela Lei 159 de 8 de outubro de 1969 na gestão do prefeito Euclides Marcolla. Apresenta um acervo com materiais e documentos voltados à pesquisa e literatura diversa, com aproximadamente 17 mil livros registrados.

### Culinária
Telêmaco Borba possui uma gastronomia variada, mesclando herança de tradições tropeiras, caboclas e europeias. Possui diversas opções de lanchonetes e restaurantes, podendo ser encontrado uma variedade de cardápios de comidas e bebidas, como a comida de boteco e diferentes tipos de bolos e tortas, como a torta holandesa.
Prato típico
Em 2008 o município oficializou o entrevero de pinhão como prato típico, que segundo a prefeitura, buscou-se fundamentos históricos correlacionados com o Caminho Cultural dos Tropeiros, resgatando a herança cultural deixada. Na receita telêmaco-borbense usa-se basicamente ingredientes como pinhão, posta vermelha, charque, tomate, alho, cebola e cheiro verde. Podendo ser servido acompanhado de arroz branco, farofa e saladas.

### Artesanato

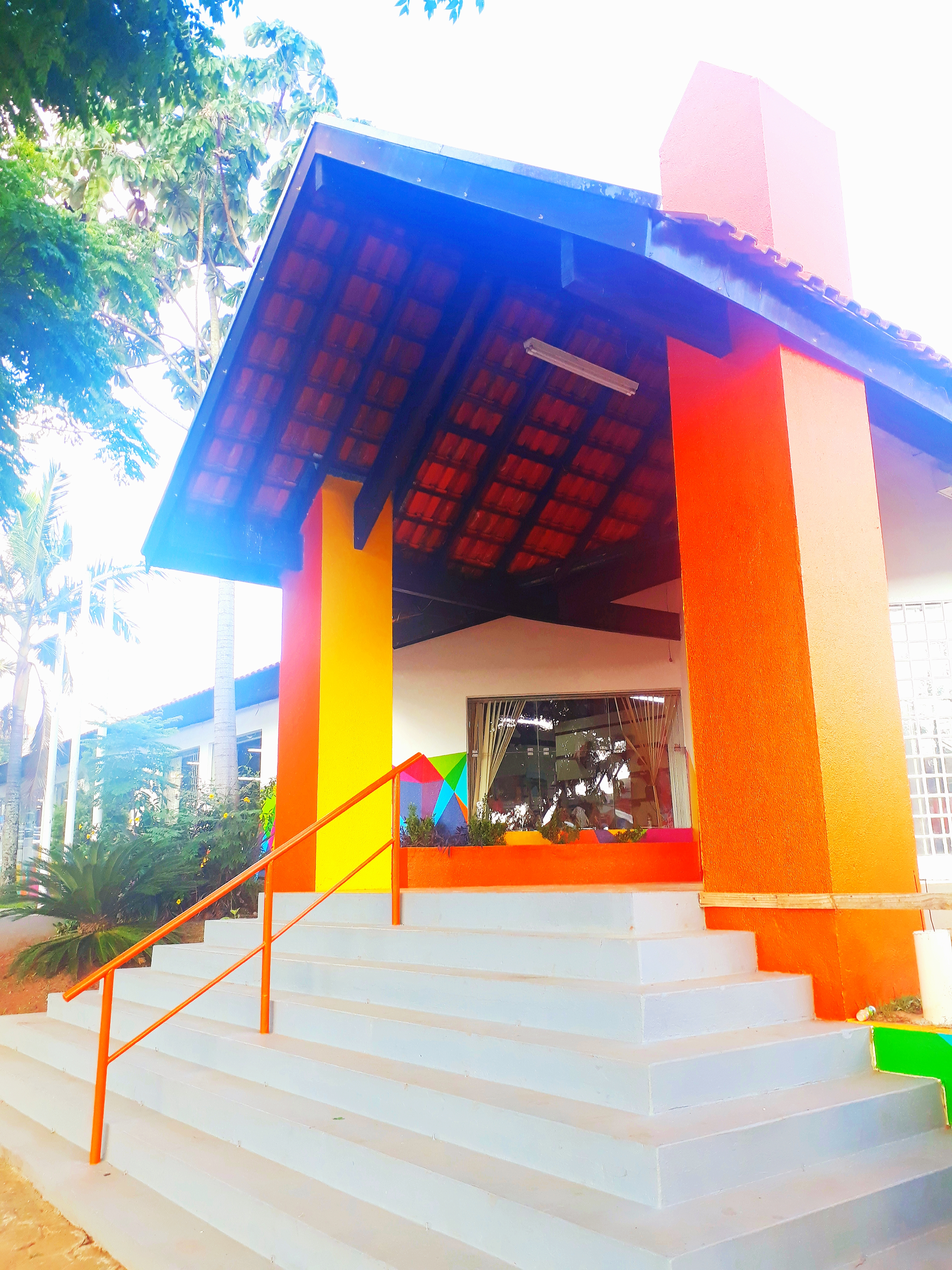
Casa do Artesão de Telêmaco Borba

O artesanato no município é representado principalmente pela confecção de peças e materiais em madeira, em reciclados, em couro, em fio, em lã, em vidro, bordados, pinturas em tela e em tecido, além de produtos alimentícios artesanais, como as compotas de doces e de derivados de mel. A produção pode ser feita com madeira e produtos derivados, bem como o uso de sementes e cascas, como do pinhão e da pinha. Um dos produtos que tornaram-se característicos do município são os artesanatos feitos com a fita tusa, que é derivada de um material reciclado de resíduo da indústria papeleira.
Muito dos produtos confeccionados no município pode ser encontrado na Casa do Artesão que expõe itens de artesãos da Associação Pró-Arte Telemacoborbense (Aproart) e produtos alimentícios da Cooperativa dos Apicultores e Meliponicultores Caminhos do Tibagi (Coocat-Mel). Os artesãos de Telêmaco Borba recebem apoio da Assessoria de Indústria Artesanal, Comércio e Turismo de Telêmaco Borba. Alguns dos artesanatos feitos em Telêmaco Borba integram a Coleção Campos Gerais de Artesanato de iniciativa da Agência de Desenvolvimento do Turismo dos Campos Gerais e Rota dos Tropeiros do Paraná (ADTCG), em parceria com o Sebrae.

### Eventos
O município de Telêmaco Borba realiza diversos eventos, entre eles eventos anuais que compõem o calendário local. Os principais eventos da cidade são: a Expo Telêmaco, festa em comemoração do aniversário do município; o FEMINT - Festival de Música e Interpretação; o Festival Gomarábica; e o Festival de Dança de Telêmaco Borba.
A cidade também já sediou importantes eventos regionais, como eventos esportivos e culturais. Houve a Festa Nacional da Galinha Caipira com concursos gastronômicos e eventos voltados para a vocação econômica local como a EXPOMAD - Exposição de Máquinas e Equipamentos do Ramo Florestal e Madeireiro e a Feira Internacional da Cadeia Produtiva da Madeira (FICMA).
Alguns eventos religiosos também se destacam, como as festas católicas que reúne devoções, novenários, procissões, cavalgadas, carreatas e shows. As principais festas religiosas no município são: a Festa da Padroeira, em louvor a Nossa Senhora do Perpétuo Socorro, e a Festa de Nossa Senhora Aparecida, Padroeira do Brasil. No carnaval, também de iniciativa religiosa, é realizado pela comunidade cristã o Carnaval Cristão. O evento entrou para o calendário oficial do município através da Lei 2164 de 12 de junho de 2017. No mês de dezembro ocorre as festividades natalinas no município, com destaque para o Natal na Praça e a tradicional cantata natalina em Harmonia.

### Feriados
Em Telêmaco Borba há dois feriados municipais e oito feriados nacionais, além dos pontos facultativos. Os feriados municipais são o dia do aniversário da instalação do município devido a emancipação política municipal, em 21 de março; e o dia de Nossa senhora do Perpétuo Socorro, padroeira municipal, em 27 de junho.

## Esporte
Para as práticas esportivas, de recreação e lazer, foram criados diversos clubes. Para os operários da Klabin, foi fundado em 1946 o Clube Atlético Monte Alegre. Posteriormente, já para os funcionários graduados da Klabin, criou-se o Harmonia Clube. Já na localidade da Lagoa foi criado também para a comunidade do setor florestal o Grêmio Recreativo Araucária.
O município possuiu vários clubes de futebol que participaram no Campeonato Paranaense, dentre eles o Clube Atlético Monte Alegre (CAMA), campeão na edição de 1955, o Telêmaco Borba Esporte Clube e o Mixto Bordô.[carece de fontes?]

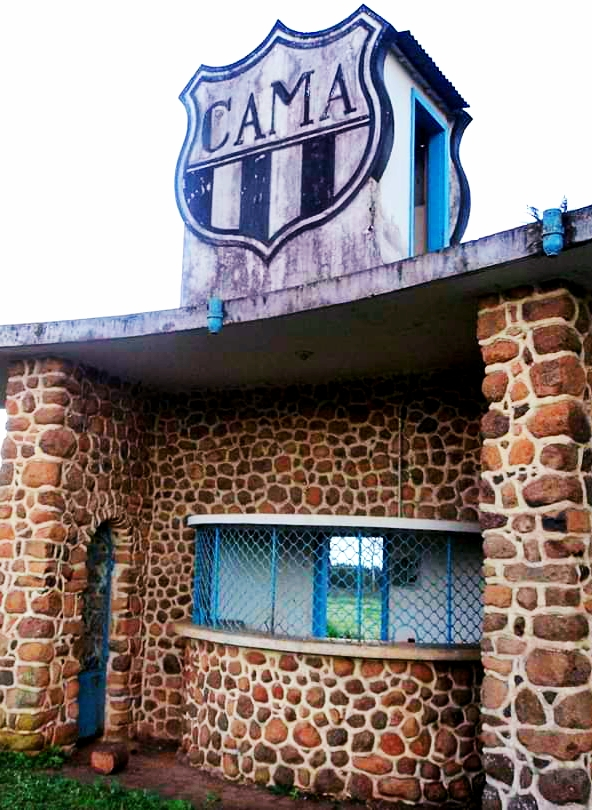
Portal de entrada do Estádio Dr. Horácio Klabin.

O Mini Centro Esportivo, localizado no bairro Nossa Senhora do Perpétuo Socorro, abriga o Estádio Municipal Péricles Pacheco da Silva (futebol de campo), com arquibancada semicoberta capaz de abrigar cerca de 10.000 pessoas, além de pistas de atletismo e quadra poliesportiva. A cidade também possui outros espaços como quadras, ginásios e campos de futebol, utilizados para atividades desportivas e recreativas. O Ginásio de Esportes Deputado Heitor de Alencar Furtado, conhecido como Furtadão, é um equipamento desportivo do município, sendo coberto e com capacidade para atender um público de aproximadamente 5.000 pessoas. Outro destaque é o Centro de Treinamento de Ginástica Artística (CTGA-TB), localizado no Ginásio José Carlos Gonçalves (Makca), no bairro Nossa Senhora do Perpétuo Socorro.